# Trasformazione di Parigi sotto il Secondo Impero

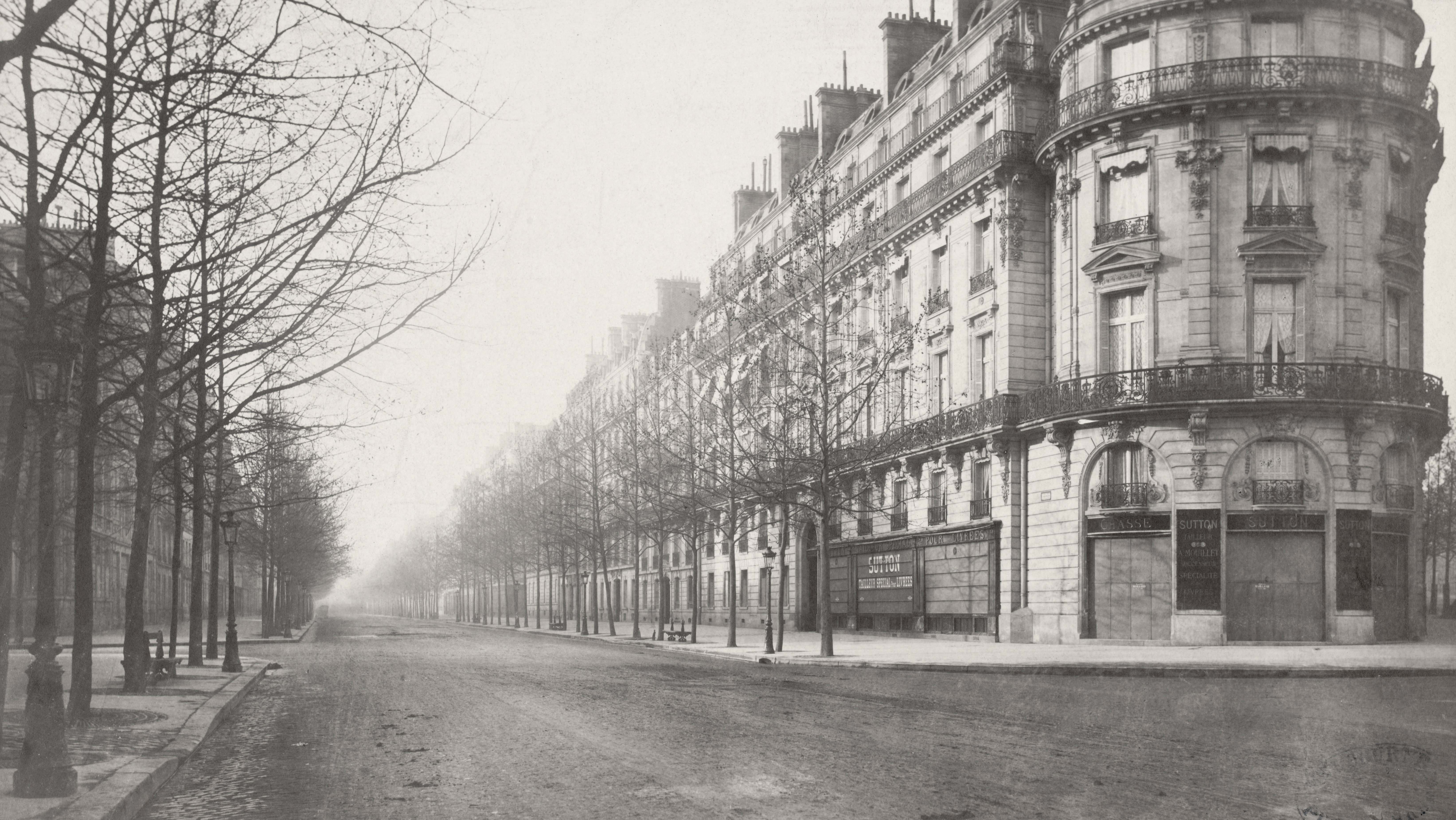
Boulevard Haussmann in una fotografia di Charles Marville del 1853-1870 circa

La trasformazione di Parigi sotto il Secondo Impero o Parigi haussmanniana è il processo di modernizzazione complessiva della capitale francese operato tra il 1852 e il 1870 da Napoleone III e dal prefetto Haussmann.
Il progetto toccò tutti gli aspetti dell'urbanistica e dell'urbanizzazione di Parigi, sia nel centro della città che nei quartieri esterni: strade e viali, regolamentazione delle facciate, spazi verdi, arredo urbano, fognature e rete idrica, attrezzature e monumenti pubblici.
Duramente criticata da alcuni contemporanei, quasi dimenticata nella prima parte del XX secolo e poi riabilitata come reazione al discredito che accompagnò l'urbanistica postbellica, l'opera di Haussmann continua a condizionare l'uso quotidiano della città da parte dei suoi abitanti e ha costituito il fondamento dell'immagine popolare della capitale francese nel mondo, sostituendo all'immagine della Parigi antica dalle stradine pittoresche quella di una città moderna fatta di grandi viali (les grands boulevards), di amplissime piazze e di esaltazione dei monumenti (arco di trionfo) data dal punto di incrocio di molte strade.

## 1852: un imperatore modernista e una capitale medioevale

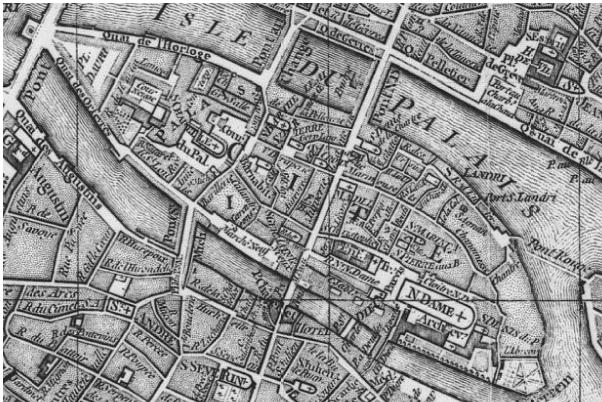
L'Île de la Cité e il suo tessuto urbano medioevale prima dei grandi lavori di Haussmann (1771)

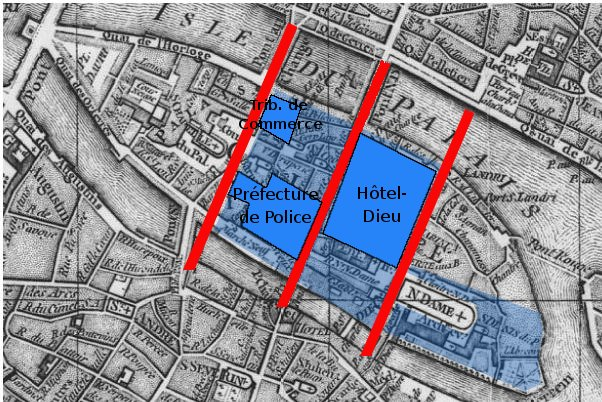
L'Île de la Cité rimodellata dai lavori di Haussmann: nuove vie trasversali (in rosso), spazi pubblici (azzurro chiaro), edifici (in blu)

A metà del XIX secolo il centro di Parigi conservava ancora la struttura medioevale. Un labirinto di stradine intralciava la circolazione, gli immobili si ammassavano in condizioni di insalubrità denunciate dai primi igienisti. I regimi che si erano succeduti nella città avevano spinto progressivamente la cinta muraria fino all'attuale Boulevard périphérique di Parigi, ma non avevano toccato il cuore della capitale. La Parigi descritta ne I miserabili era pressappoco quella attorno a Notre-Dame.

### I primi tentativi di modernizzazione
Durante la Rivoluzione francese, nel 1794, una "Commissione degli Artisti" aveva realizzato un piano che prevedeva di aprire nuove strade: una avrebbe dovuto congiungere in linea retta la Place de la Nation al gran colonnato del Louvre, prolungando l'attuale avenue Victoria: questo tracciato prefigura il futuro asse est-ovest ("l'Axe historique") e segnala la preoccupazione di valorizzare al meglio i monumenti pubblici.
Napoleone I dispose la realizzazione di una via monumentale lungo il giardino delle Tuileries: e la rue de Rivoli, che il Secondo Impero prolungò fino a Châtelet e alla rue Saint-Antoine: quest'asse sarà più efficace, sul piano della circolazione, di quello del piano degli Artisti. Contestualmente fu previsto anche uno strumento giuridico: la servitù di allineamento, per mezzo della quale i proprietari degli immobili potevano restaurarli o ristrutturarli soltanto arretrandone la facciata dietro una linea fissata dall'amministrazione. Questa disposizione, tuttavia, non fu sufficiente a produrre un allargamento ed una regolarizzazione delle strade in un tempo ragionevole.
Alla fine degli anni 1830, il prefetto Rambuteau constatava ancora difficoltà alla circolazione e problemi di igiene che affliggevano i vecchi quartieri sovrappopolati. La parola d'ordine divenne: "far circolare l'aria e gli uomini". Rambuteau aprì dunque un primo grande tracciato nel centro di Parigi, ma il potere dell'amministrazione era fortemente limitato dalle leggi sugli espropri. Per facilitarli fu emanata una legge apposita il 3 maggio 1841.

Fu sulla base di queste esperienze che il Secondo Impero optò per una massiccia politica di espropri e di nuovi tracciati viari, molto più costosa del sistema della servitù di allineamento - che pur essendo economica, in quanto poneva i costi dell'allargamento delle strade a carico dei proprietari degli immobili, aveva dimostrato la propria debolezza - ma di indubbia efficacia.

La vecchia Parigi a metà Ottocento (foto di Charles Marville)
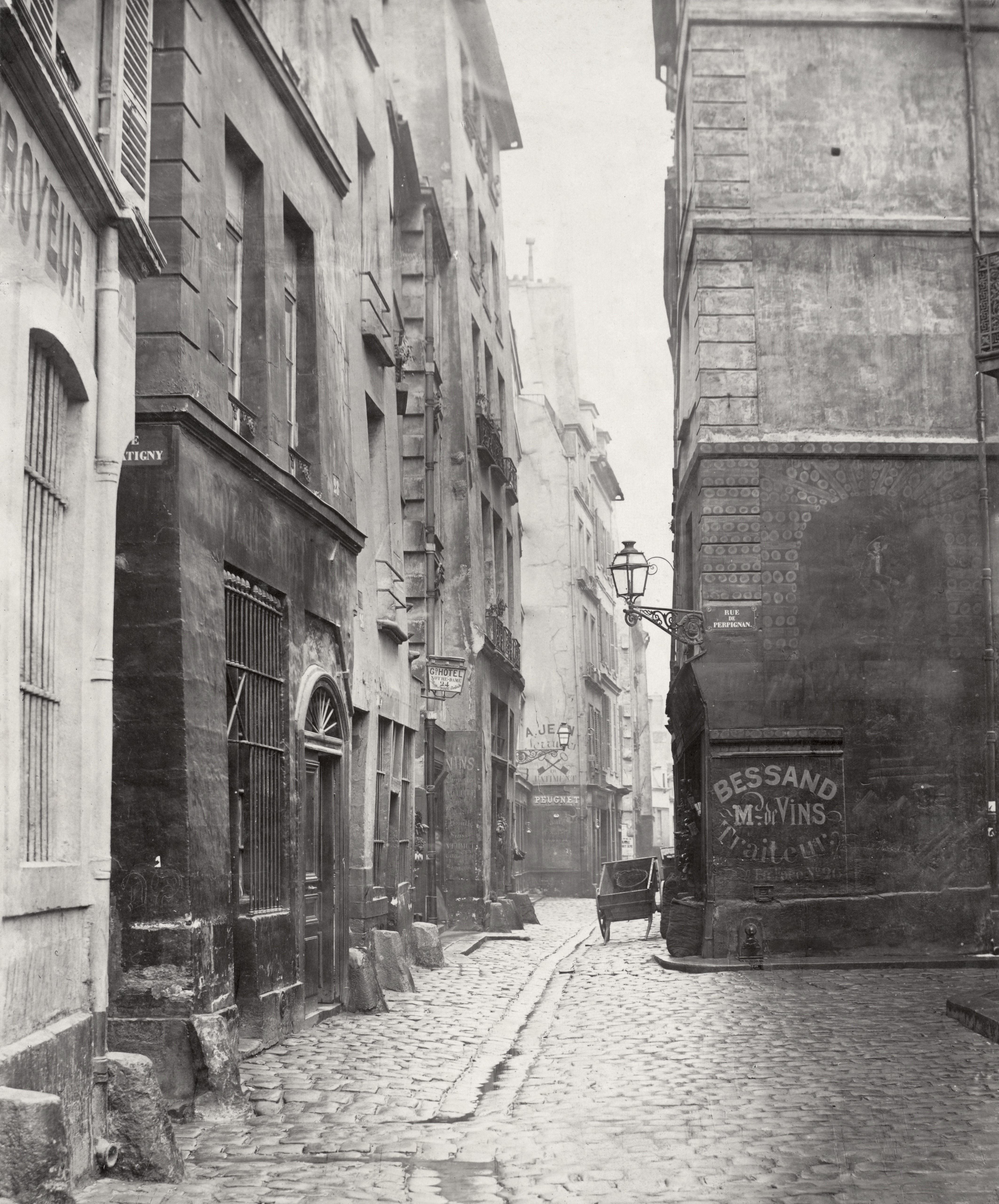
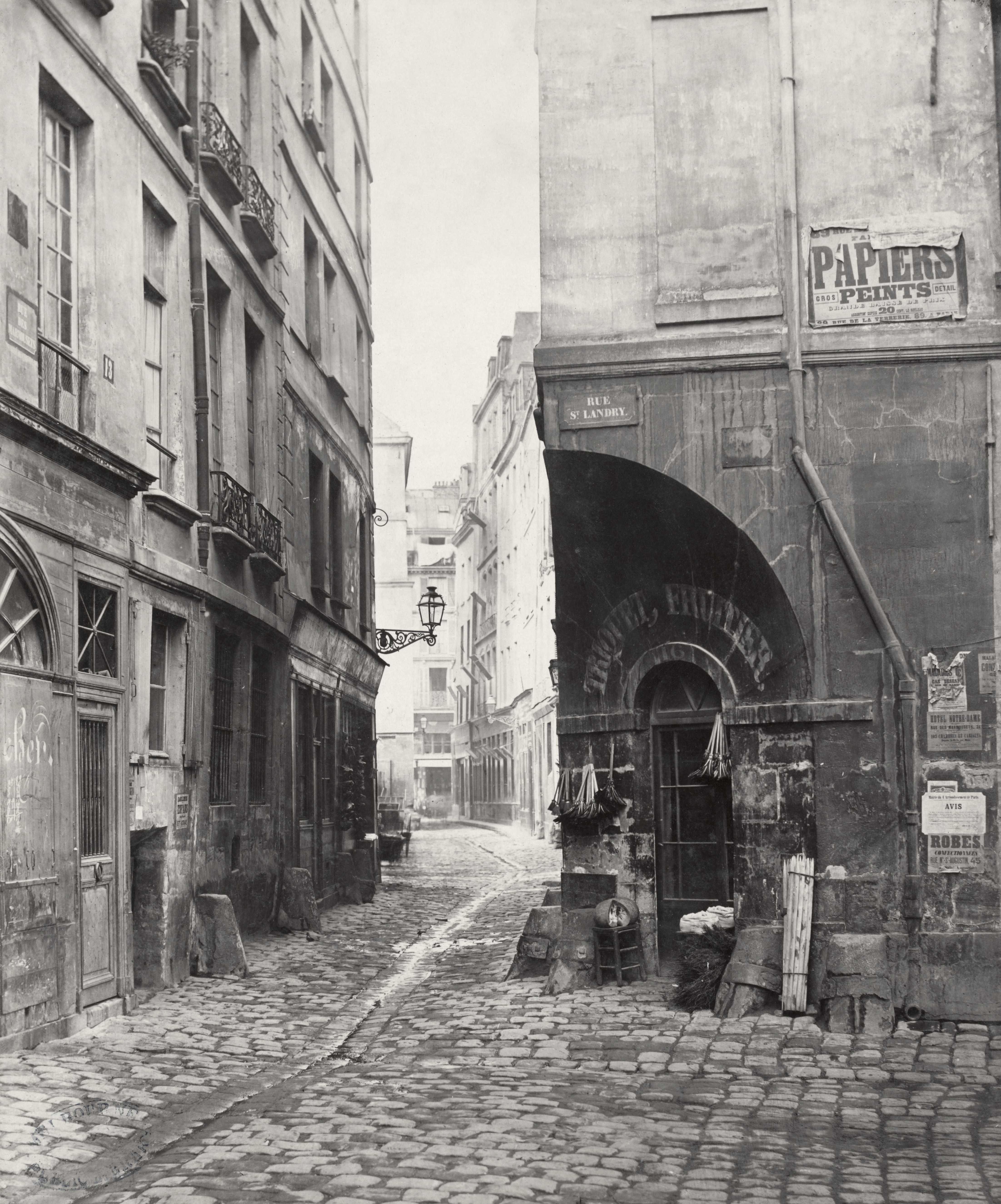
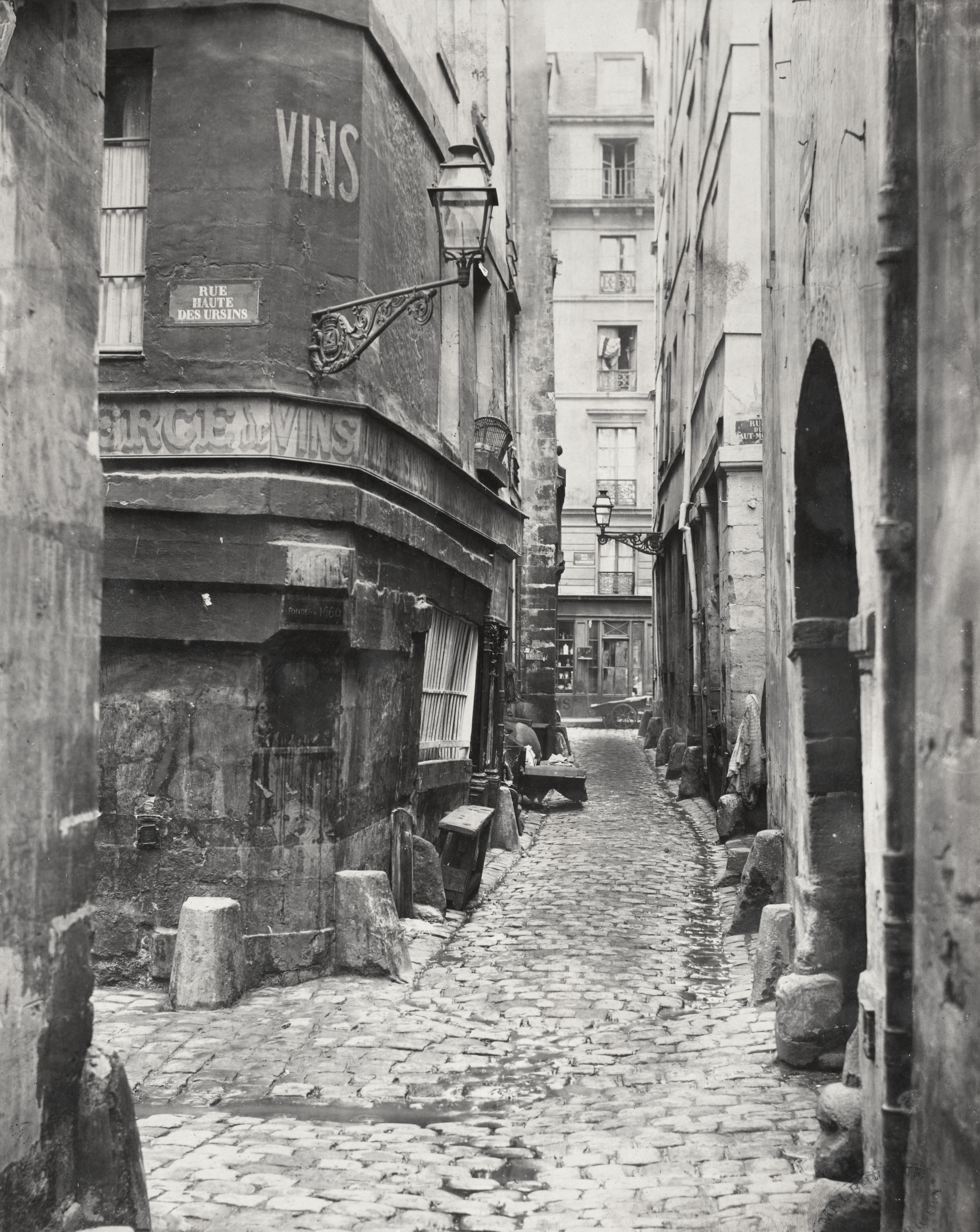
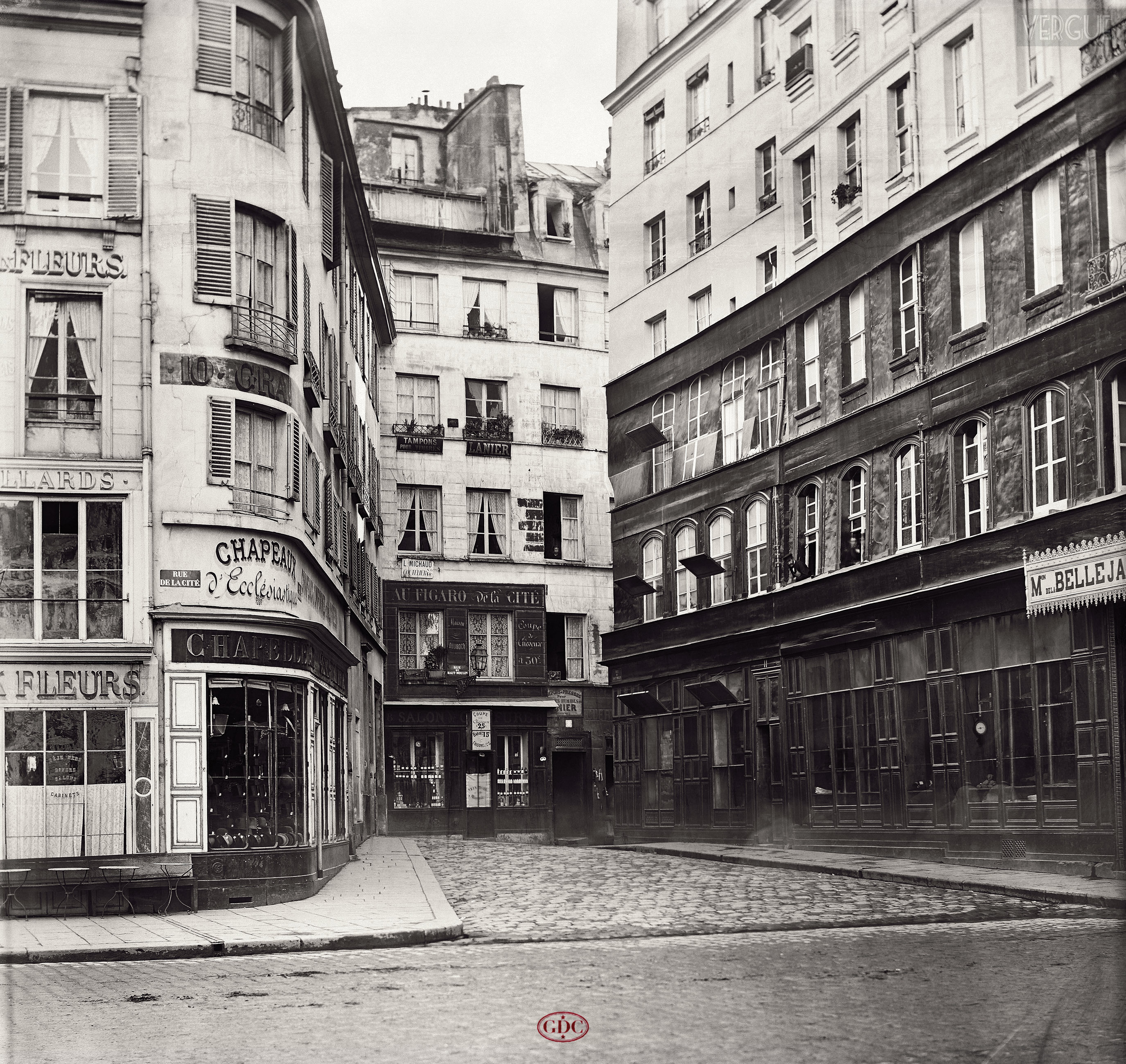
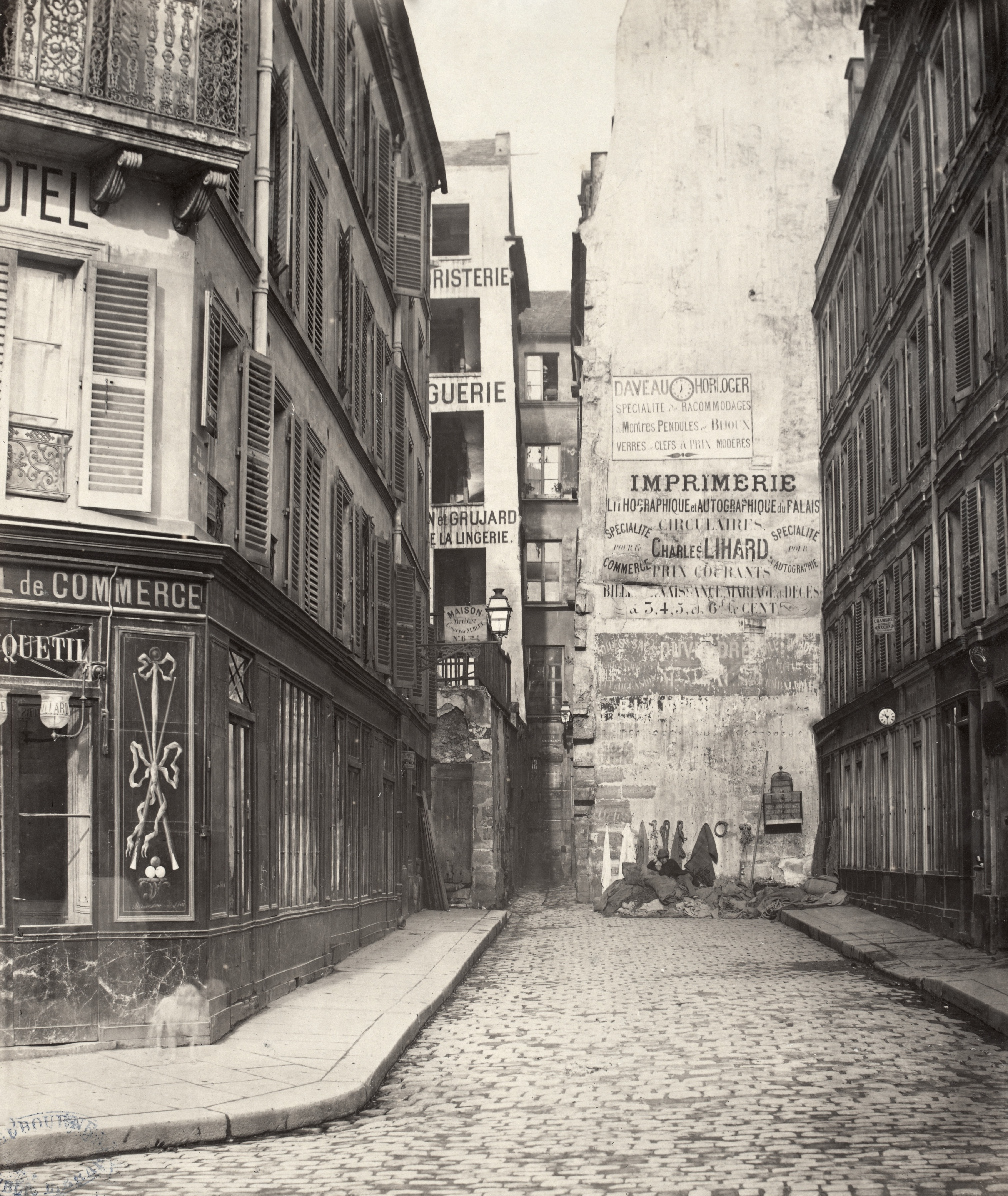
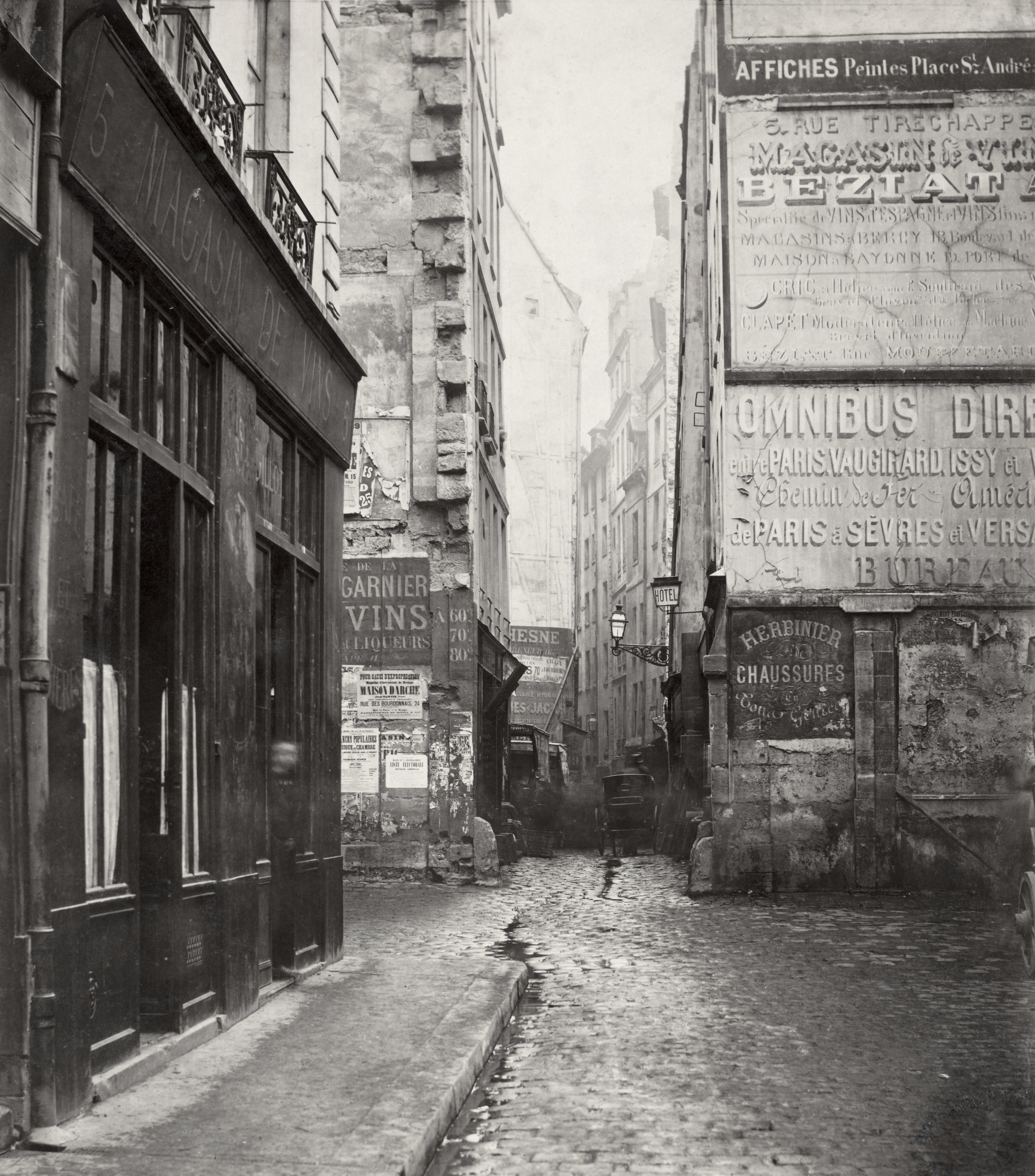

### Luigi-Napoleone Bonaparte

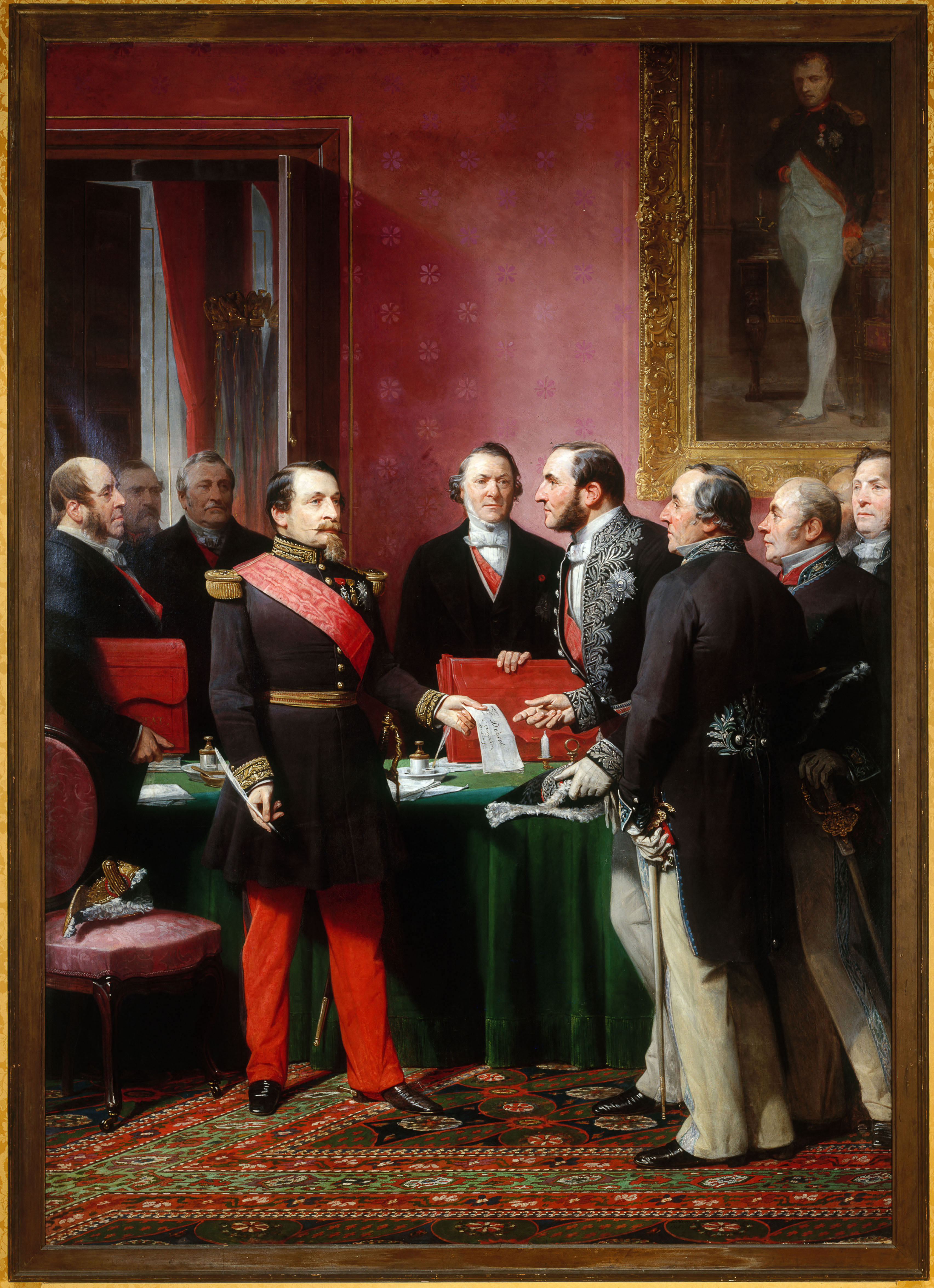
Adolphe Yvon, Il Barone Haussmann presenta a Napoleone III il piano di annessione a Parigi dei comuni limitrofi (1865)

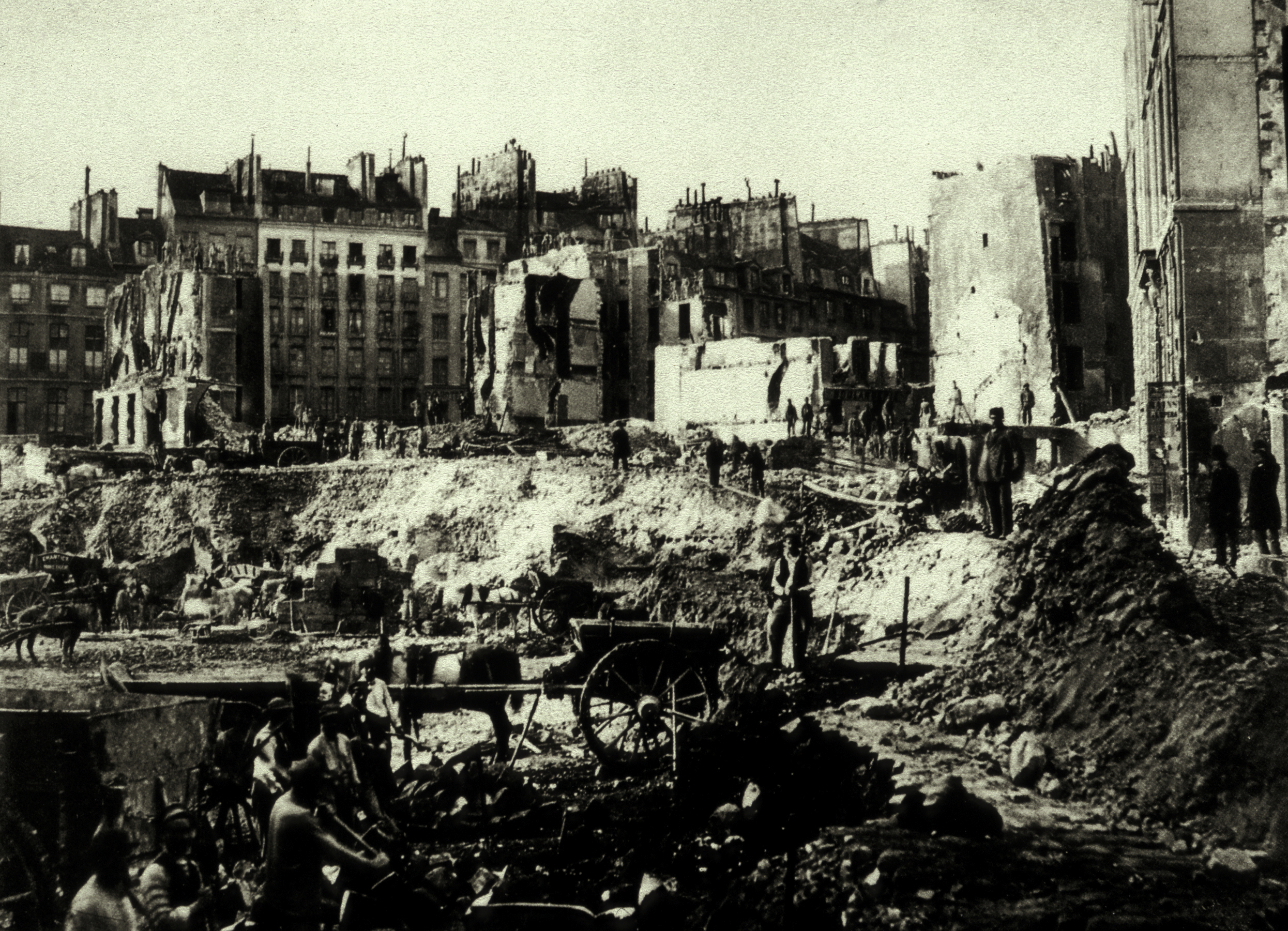
Le demolizioni tra rue de l'Échelle e Rue Saint Augustin nel 1877

Presidente della Repubblica dopo il 1848, il nipote di Napoleone I divenne imperatore, con il nome di Napoleone III, il 2 dicembre 1852, dopo il colpo di Stato dell'anno precedente.
Napoleone III intendeva modernizzare Parigi. A Londra aveva visto un paese trasformato dalla rivoluzione industriale e una grande capitale dotata di grandi parchi e nuove reti fognarie. Riprese le idee di Rambuteau. Sensibile alle questioni sociali, volle migliorare le condizioni abitative delle classi povere: la densità della popolazione in alcuni quartieri si avvicinava alle 100 000 persone per chilometro quadrato, e le condizioni igieniche vi erano estremamente precarie.

Ma si trattava anche, per i pubblici poteri, di tenere a bada una capitale dove le sollevazioni popolari avevano rovesciato diversi regimi, a partire dal 1789. Anche la proprietà immobiliare, in alcuni quartieri, reclamava vie larghe ed ampie per facilitare gli spostamenti delle truppe e rendere più difficile la costruzione di barricate da parte di rivoltosi. Per realizzare queste ambizioni il nuovo imperatore disponeva di un potere forte, capace di superare ogni resistenza - ciò che mancava al suo predecessore.
Gli restava da trovare un uomo capace di dirigere operazioni di grande respiro. Questo ruolo fu assunto da Georges Eugène Haussmann, uomo d'azione rigoroso e organizzato, che egli nominò prefetto della Senna nel 1853. I due formarono un tandem efficace. L'imperatore sostenne il suo prefetto contro gli avversari fino al 1870 e Haussmann gli si dimostrò fedele in ogni circostanza, non senza riuscire a portare avanti idee proprie, come il progetto del Boulevard Saint-Germain.
Un'opera così rilevante richiedeva l'intervento di molti attori. Victor de Persigny, ministro dell'Interno, si occupò della struttura finanziaria, con l'aiuto dei fratelli Pereire. Jean-Charles Alphand si occupò dei parchi e delle aree verdi con l'architetto di giardini Jean-Pierre Barillet-Deschamps. Haussmann stesso sottolineò il ruolo fondamentale del service du Plan de Paris (una sorta di Ufficio del Piano regolatore), diretto dal Deschamps, che tracciava le nuove direttrici viarie e controllava il rispetto delle regole di costruzione: in questo campo - notava Haussmann - "la geometria e il disegno tecnico hanno un ruolo più importante dell'architettura propriamente detta". Altri architetti parteciparono ai lavori: Victor Baltard alle Halles, Théodore Ballu per la chiesa della Trinité, Gabriel Davioud per i teatri della place du Châtelet, il veterano Jacques Hittorff per la Gare du Nord.

## La cooperazione tra regolamentazione pubblica e iniziativa privata
Influenzato dal Sansimonismo, Napoleone III - insieme ai suoi ingegneri come Michel Chevalier o imprenditori come i fratelli Pereire - crede che il volontarismo economico possa trasformare la società e riassorbire la povertà. Spetta ad un potere forte, cioè autoritario, incoraggiare i detentori di capitali a lanciare grandi lavori, dei quali beneficerà la società nel suo insieme, e in particolare i più poveri. Il perno del sistema economico è la banca che in questo periodo conosce un notevole sviluppo.
Questi principi trovano nei progetti di rinnovamento di Parigi un campo di applicazione ideale. I lavori di Haussmann saranno quindi decisi e programmati dallo Stato, realizzati da imprenditori privati e finanziati da prestiti.

### Il sistema Haussmann
In prima battuta lo Stato procede ad espropriare i proprietari dei terreni interessati dai piani di rinnovamento. Poi demolisce gli immobili presenti e costruisce nuovi assi viari attrezzati (dotati cioè di acqua, gas, fognature). A differenza di Rambuteau, per trovare il denaro necessario a queste operazioni Haussmann ricorre massicciamente ai prestiti, da 50 a 80 milioni di franchi l'anno. A partire dal 1858, lo strumento principale di questi finanziamenti è la Caisse des travaux de Paris. Lo Stato recupera il denaro ricevuto in prestito rivendendo i terreni urbanizzati in lotti separati a soggetti che dovranno costruire i nuovi immobili rispettando un pacchetto di regole precise. Questo sistema consente di dedicare ogni anno ai lavori di urbanizzazione risorse economiche raddoppiate rispetto a quelle normali del budget municipale.
Ma il sistema a poco a poco cominciò a fare acqua: i massicci prestiti della Cassa generarono un buco finanziario che nel 1870 era salito a 1,5 miliardi di franchi, e fu denunciato da Jules Ferry in un pamphlet pubblicato nel 1867, Les comptes fantastiques d'Haussmann.

### La regolamentazione pubblica

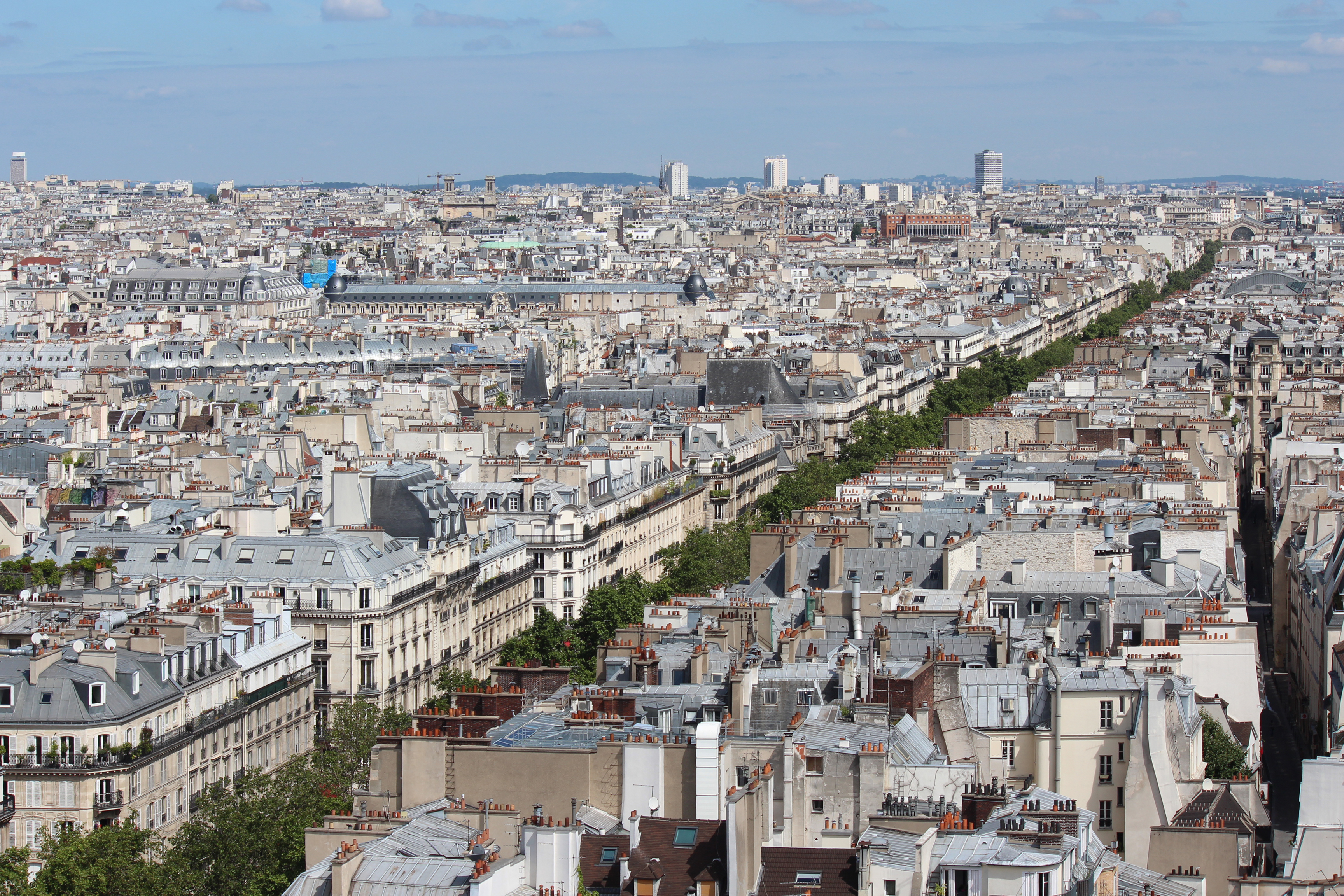
L'irruzione del boulevard nel cuore di Parigi:il boulevard de Sébastopol, inaugurato nel 1858

Haussmann godette di un quadro normativo e regolamentare finalizzato a facilitare i lavori e ad assicurare l'omogeneità delle nuove arterie stradali.
I principali strumenti giuridici furono messi in campo con il decreto del 26 marzo 1852 sulle strade di Parigi, adottato un anno prima della nomina di Haussmann:
- l'"espropriazione per pubblica utilità": grazie a questo principio il potere pubblico poteva impossessarsi di immobili situati lungo le vie da costruire, mentre in precedenza poteva espropriare soltanto quelli situati direttamente sulla superficie da trasformare in strada.
Questa norma consentì di radere al suolo buona parte dell'Île de la Cité. Dopo il 1860, la progressiva liberalizzazione del regime rese gli espropri più difficili.
- l'obbligo per i proprietari di ripulire le facciate e di rinfrescarle ogni 10 anni.
- la regolamentazione del livellamento delle strade, dell'allineamento degli immobili, dell'allacciamento alle fogne.

Il potere pubblico interveniva sull'aspetto degli immobili per via regolamentare, e perfino sull'estetica delle facciate, attraverso un sistema di servitù:
- il regolamento del 1859 permise di elevare fino a 20 metri le facciate che prospettavano sulle vie larghe 20 metri che Haussmann stava costruendo, mentre in precedenza l'altezza massima era di metri 17,55. I tetti dovevano seguire un'inclinazione di 45° (è evidente che ciò consentiva di edificare un piano in più di "chambre de bonne" o mansarde).
- le facciate degli immobili da costruire lungo le nuove strade furono regolamentate: le case in linea dovevano avere "piani della stessa altezza e facciate dalle stesse linee principali", e sui nuovi boulevards era obbligatorio l'uso della pietra.

Il ruolo capitale assunto in questa fase dagli architetti delle strade, incaricati della gestione della viabilità, rese quello degli ingegneri uno dei grandi corpi dello Stato.

## La realizzazione

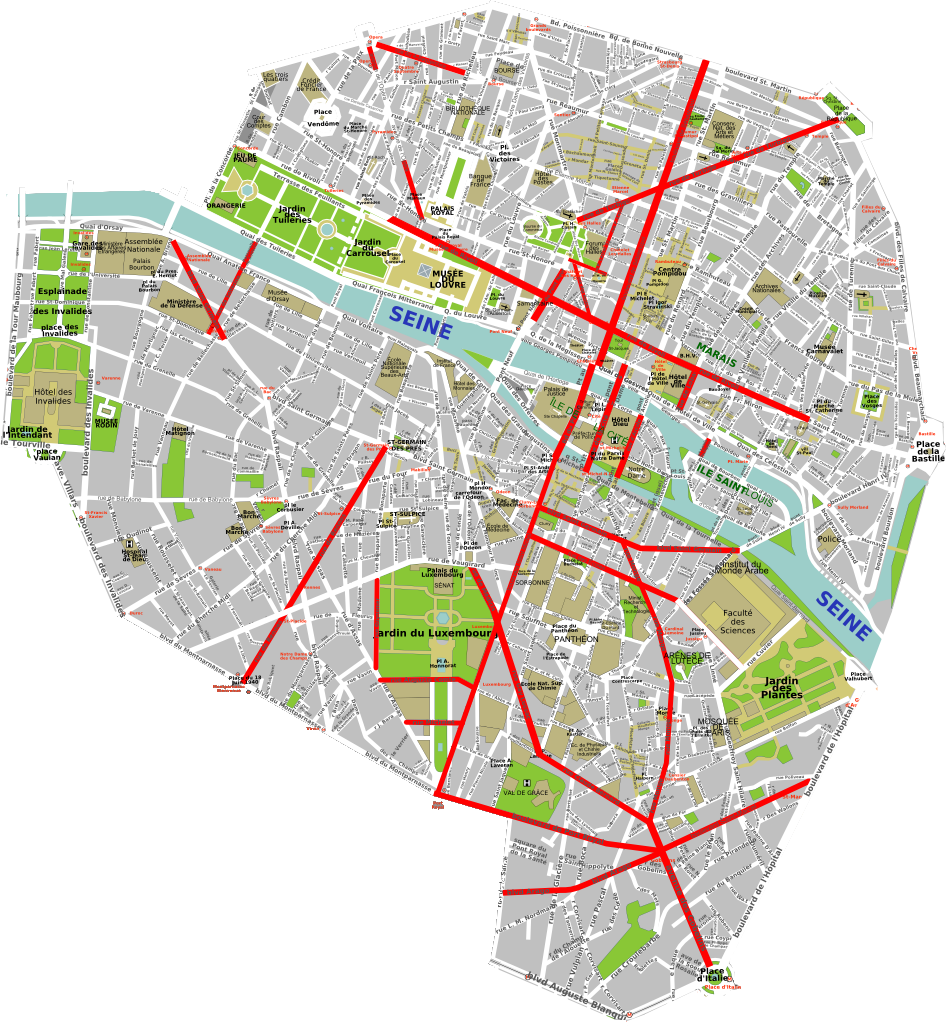
I principali assi viari creati o trasformati tra il 1850 e il 1870 nel centro di Parigi

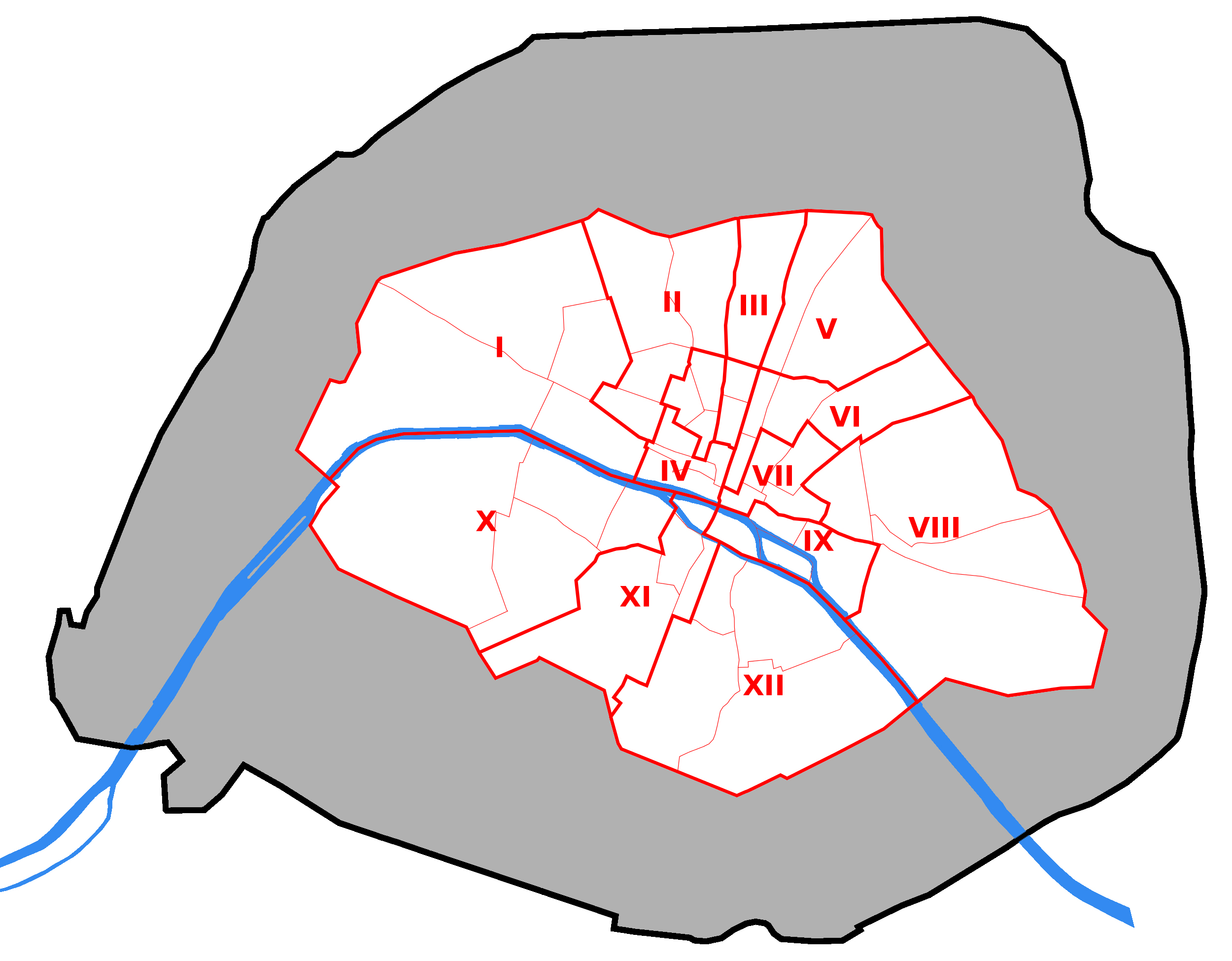
Gli antichi arrondissement e il nuovo limite di Parigi dal 1860

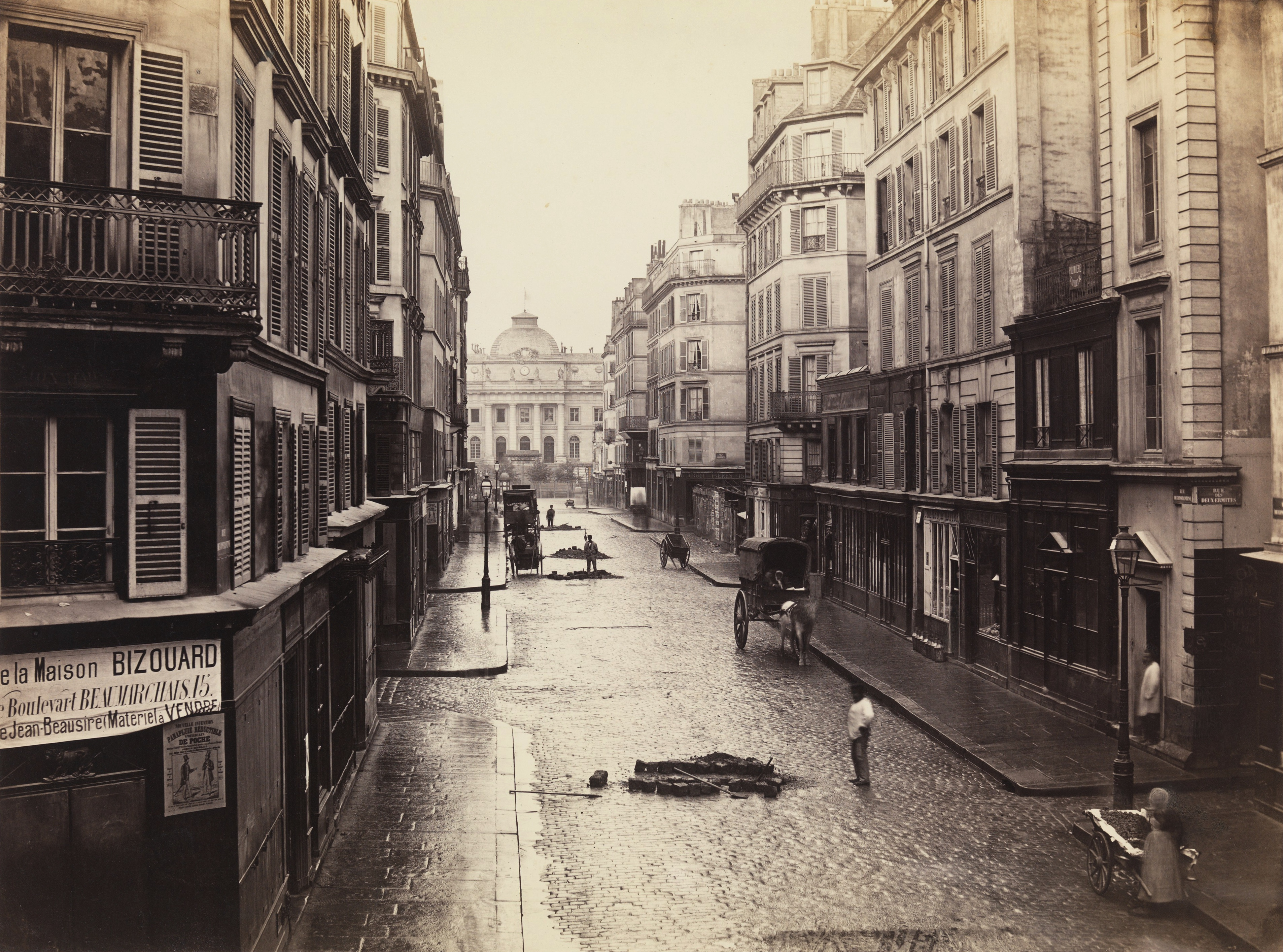
Una via del centro di Parigi nel 1855, mentre iniziavano i lavori di restauro della capitale.

Lo sviluppo delle attività rifletté l'evoluzione dell'Impero: autoritario fino al 1859, più tollerante a partire dal 1860. Tra il 1852 e il 1870 furono distrutte più di 20.000 case, ma ne furono costruite più di 40.000. Alcune di queste opere di urbanizzazione proseguirono anche sotto la Terza Repubblica, dopo l'uscita di scena di Haussmann e di Napoleone III.
Nel 1860 Parigi incorporò i propri sobborghi fino alle fortificazioni costruite da Thiers nel 1844, che furono poi demolite dopo il 1919. I 12 arrondissement antichi divennero 20.

### Una rete di grandi tracciati viari

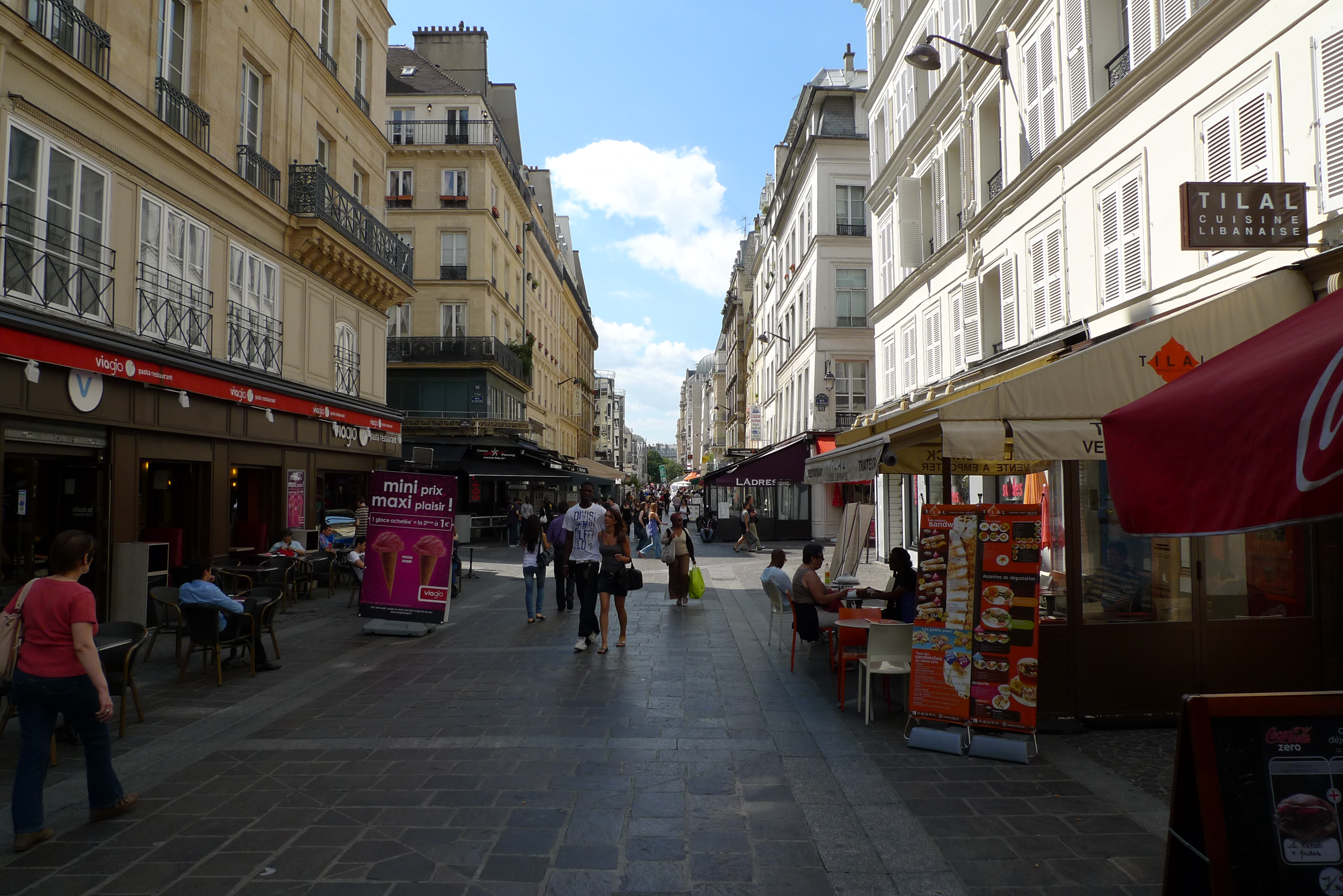
Rue Rambuteau

Quando Rambuteau aveva tracciato una nuova importante arteria nel pieno centro della città, i parigini si erano stupiti della sua ampiezza: ben 13 metri. Haussmann relegò la rue Rambuteau al rango di strada secondaria, con una rete di nuovi tracciati larghi 20 e anche 30 metri. La rete di boulevards e avenues di Haussmann costituisce ancor oggi l'ossatura del tessuto urbano parigino.

### I grandi passaggi nord-sud ed est-ovest
Tra il 1854 e il 1858 Haussmann mise a profitto il periodo più autoritario del regno di Napoleone III per realizzare ciò che di tutta la storia di Parigi solo in questo decennio, probabilmente, poteva realizzarsi: trasformare il centro della città aprendovi una sorta di gigantesca croce.
La costruzione dell'asse nord-sud, da boulevard de Sébastopol a boulevard Saint-Michel, cancellò molte viuzze e vicoli. Quest'asse forma un grande incrocio con la rue de Rivoli all'altezza di Place du Châtelet: il Secondo Impero prolungò fino alla rue Sant-Antoine la via che Napoleone I aveva aperto lungo le Tuileries.
Nelle stesso periodo, Baltard sistemò le Halles (il mercato generale centrale della città), su un'idea già lanciata da Rambuteau, mentre l'Île de la Cité veniva in gran parte demolita e ricostruita insieme con i suoi ponti, che dove non furono ricostruiti furono oggetto di importanti lavori.
Haussmann completò questo grande incrocio con assi trasversali che collegavano la prima cerchia dei boulevards al centro, come la rue de Rennes sulla riva sinistra e l'avenue de l'Opéra sulla riva destra. La rue de Rennes, che avrebbe dovuto raggiungere la Senna, non fu mai completata.

### Il completamento della corona dei Boulevards

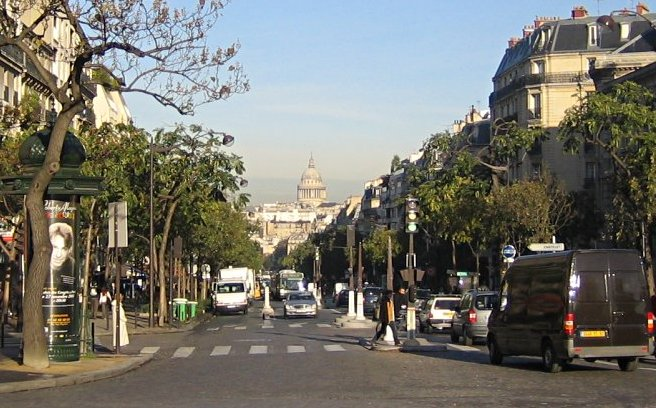
L'avenue des Gobelins e la prospettiva verso il Panthéon

Haussmann continuò l'opera di Luigi XIV. Allargò i grandi boulevards e costruì o pianificò nuovi assi di grande ampiezza, come il boulevard Richard-Lenoir.
Alcuni di questi grandi assi stradali collegano i grands boulevards di Luigi XIV a quelli che costeggiavano la cinta daziaria (le mur des Fermiers généraux). Il boulevard Haussmann ed il rettilineo di rue La Fayette, parzialmente realizzati prima del 1870, migliorano le comunicazioni del quartiere dell'Opéra con gli arrondissement esterni. Il boulevard Voltaire facilita l'aggiramento del centro a partire da place de la Nation.
Sulla riva sinistra, dato che i boulevard meridionali che fanno capo a place d'Italie, place Denfert-Rochereau e Montparnasse erano troppo lontani dal centro, si rendeva necessaria un'altra direttrice est-ovest. Haussmann allora raddoppiò la rue des Écoles, che era stata disegnata su progetto personale di Napoleone III, ed ecco sorgere il Boulevard Saint-Germain, che prolunga sulla riva sinistra i grands bolevards della riva destra.

### Il terzo anello: gliarrondissementesterni

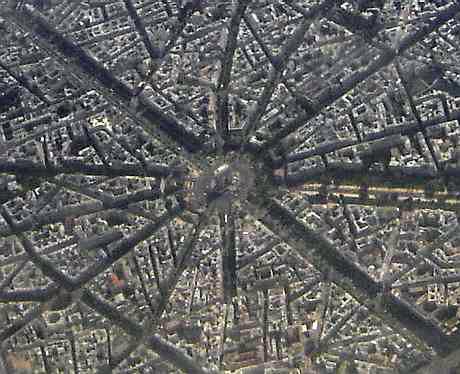
L'Étoile

Negli ultimi anni del suo mandato Haussmann cominciò a sistemare gli arrondissement creati con l'annessione di vari comuni operata nel 1860. Creò così un lungo tracciato sinuoso che collega il XIX, XX e XII arrondissement, e comprende rue Simon-Bolivar, rue des Pyrénées, avenue Michel-Bizot. I quartieri occidentali per parte loro beneficiarono di un'operazione di prestigio: place de l'Étoile, dove confluirono dodici viali, costruiti in gran parte sotto il Secondo Impero.
Altri assi viari, come l'avenue Daumesnil o il boulevard Malesherbes, consentono l'attraversamento di questi arrondissement in direzione del centro.

### Le grandi piazze di connessione
Le dimensioni delle piazze non potevano che essere adeguate a quelle dei boulevard. Lo Châtelet, sistemato da Davioud, costituì il punto di incrocio tra i due grandi assi nord-sud ed est-ovest. Con i lavori di Haussmann furono tuttavia create altre grandi piazze attraverso tutta Parigi: l'Étoile, place Léon-Blum, place de la République, place de l'Alma.

### Le stazioni

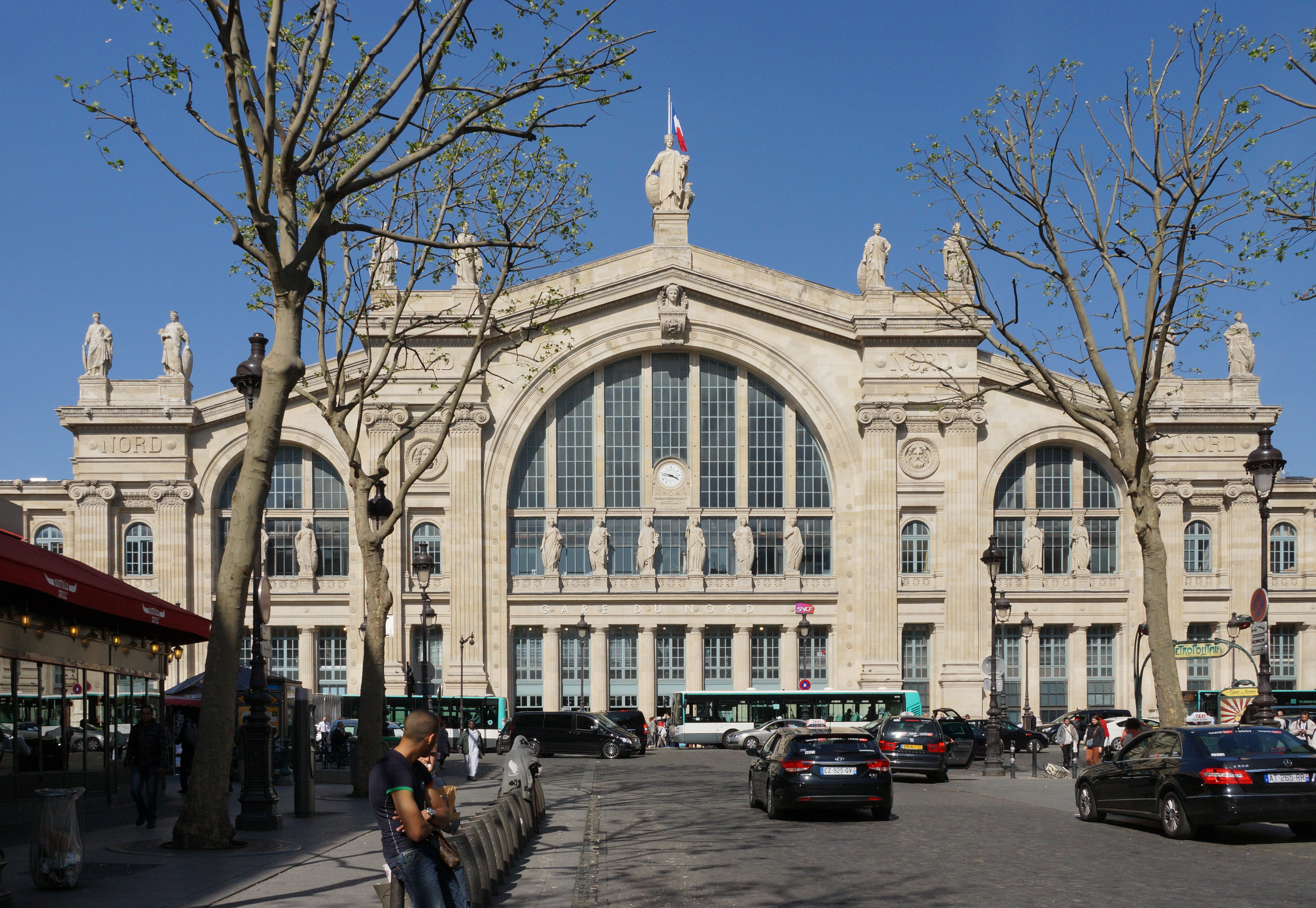
Facciata della Gare du Nord

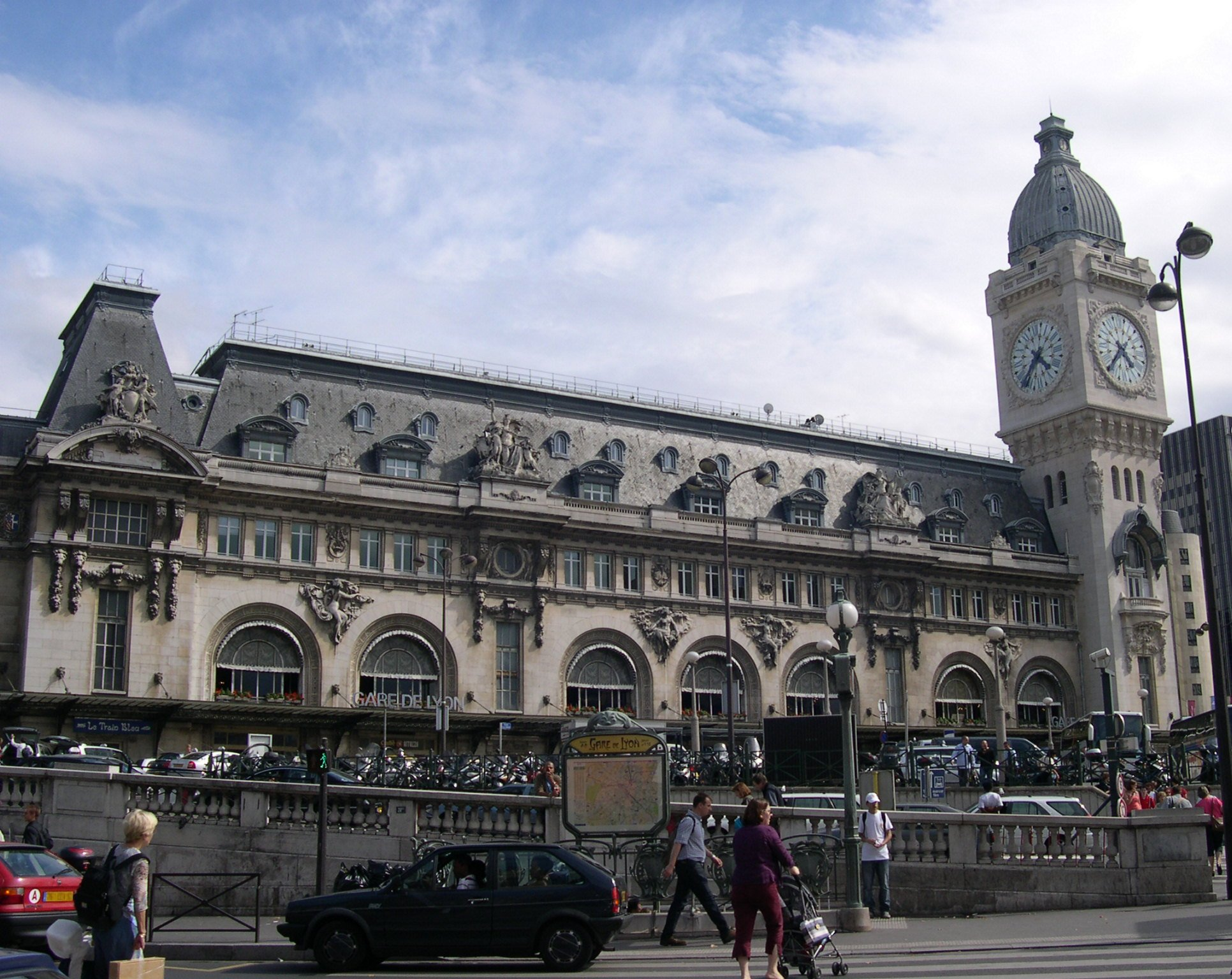
Facciata della Gare de Lyon

Nel 1855 Haussmann fece costruire la gare de Lyon e nel 1865 la gare du Nord. Il suo sogno - primo abbozzo dell'idea del Métro - sarebbe stato di collegare per ferrovia tutte le stazioni parigine, ma dovette accontentarsi di migliorarne l'accessibilità delle stazioni esistenti connettendole attraverso assi stradali importanti. Così dalla gare de Lyon si può raggiungere la gare de l'Est attraverso la rue de Lyon, il boulevard Richard-Lenoir e il boulevard de Magenta, mentre due assi stradali paralleli (rue La Fayette e boulevard Haussmann da una parte e rue de Châteaudun e rue de Maubeuge dall'altra) collegano il quartiere della gare de l'Est e della gare du Nord con quello della gare Saint-Lazare. Sulla riva sinistra la gare Montparnasse, all'epoca situata dove ora è la tour Montparnasse, era servita dalla rue de Rennes.

### Monumenti
Napoleone III e Haussmann arricchirono la città anche di edifici di prestigio. Charles Garnier costruì in stile eclettico l'Opéra, e Gabriel Davioud realizzò sulla place du Châtelet due teatri gemelli, il Théâtre du Châtelet e il Théâtre de la Ville. Sull'Île de la Cité, i quartieri medioevali furono sostituiti dal grande ospedale dell'Hôtel-Dieu (che dell'antico mantiene solo il nome e alcuni residui incastonati nel nuovo edificio), dalla grande caserma che sarebbe poi diventata la prefettura di polizia (menzionata anche nei celebri romanzi sul Commissario Maigret di Simenon) e dal tribunale di Commercio. Ognuno dei 20 nuovi arrondissement ebbe poi la sua sede amministrativa, la "mairie".
Si ebbe gran cura di inserire i monumenti entro ampie prospettive. Così l'avenue de l'Opéra è pensata per offrire una cornice grandiosa all'edificio di Garnier (ma quest'ultimo la trovava troppo stretta, e dovette rialzare la facciata del teatro perché non fosse soffocata dall'altezza eccessiva degli edifici circostanti). Seguendo lo stesso criterio furono demolite le case che si addensavano attorno a Notre-Dame, aprendovi di fronte il grande sagrato che consente una contemplazione adeguata della facciata.

### Infrastrutture pubbliche moderne
Il rinnovamento di Parigi doveva essere globale. Il risanamento edilizio consentiva una migliore circolazione dell'aria, tanto più necessaria in quanto i combustibili dell'epoca erano la legna e il carbone, ma anche un migliore approvvigionamento d'acqua e migliori impianti fognari.
Nel 1852, l'acqua potabile proveniva principalmente dall'Ourcq. Macchine a vapore estraevano anche acqua dalla Senna, la cui igiene era deplorevole. Haussmann affidò all'ingegnere Eugène Belgrand la realizzazione di un nuovo sistema di alimentazione idrica della capitale, che produsse la costruzione di 600 chilometri di acquedotto tra il 1865 e il 1900. Questi acquedotti alimentavano serbatoi situati dentro la città. Il primo, quello della Dhuis, conduce acqua captata presso Château-Thierry, mentre l'acqua della Vanne venne raccolta in un bacino creato accanto al Parc Montsouris, che divenne il più grande serbatoio d'acqua del mondo.
Una seconda rete idrica, dedicata all'acqua non potabile, continua ad utilizzare l'acqua dell'Ourcq e della Senna per la pulizia delle strade e l'innaffio degli spazi verdi.

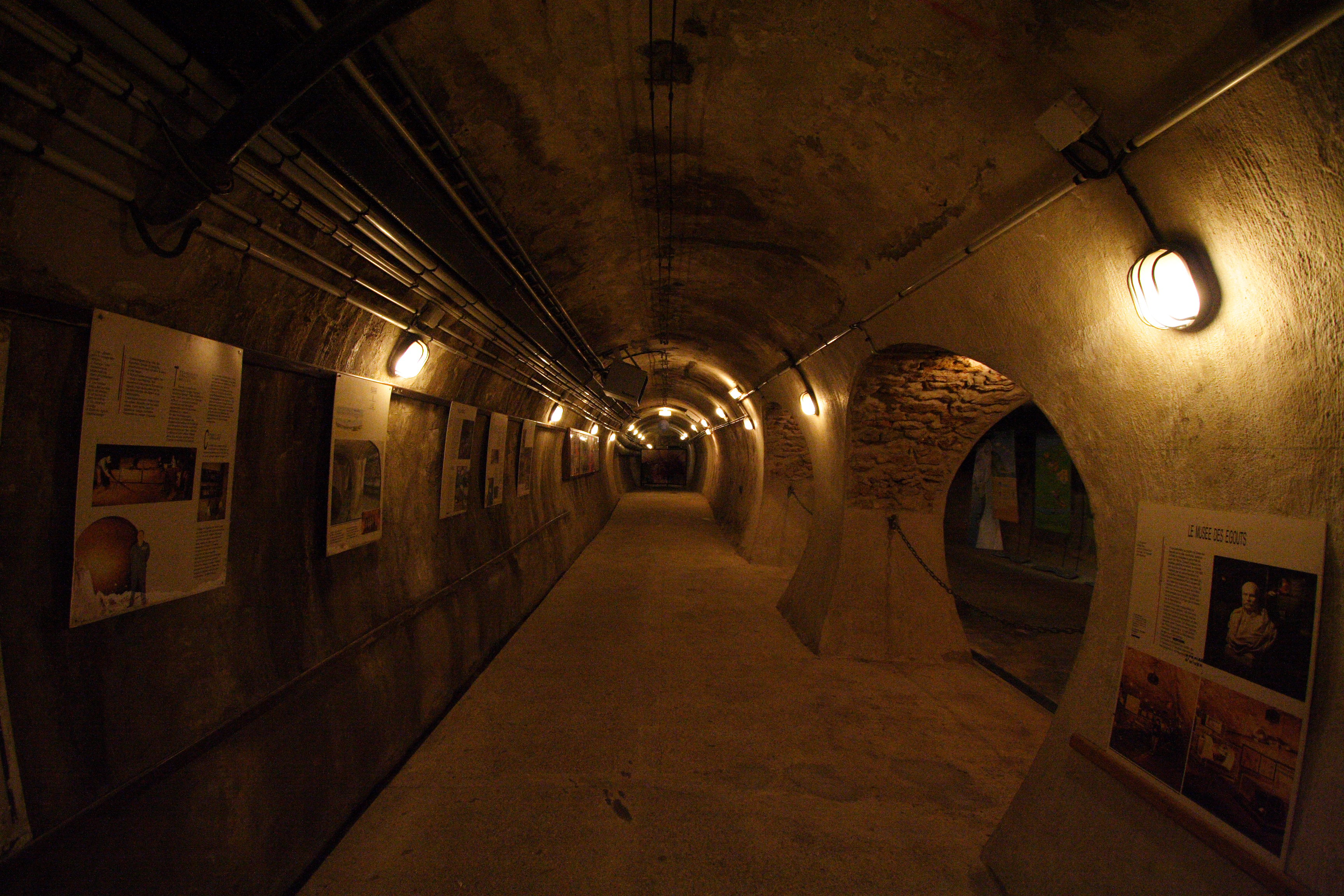
Una galleria delle fogne di Parigi

Lo smaltimento delle acque usate e dei rifiuti andò di pari passo con l'adduzione dell'acqua potabile. Anche in questo caso, il Secondo Impero diede l'impulso decisivo alla modernizzazione della rete fognaria di Parigi. La legge del 1852 imponeva che gli immobili fossero allacciati alla rete fognaria, quando la strada ne era dotata. Le strade che non ne possedevano avrebbero beneficiato dell'installazione di una rete di fognature interamente ispezionabile: sotto la direzione di Belgrand furono costruiti, tra il 1854 e il 1870, più di 340 chilometri di fognature.

La rete fognante è unica: le acque piovane si smaltiscono nelle stesse gallerie delle acque usate. Le fogne non si sversarono più nella Senna, in piena città, ma più a valle, ad Asnières. Un sifone installato sotto il ponte dell'Alma permise alle canalizzazioni della riva sinistra di confluire nel condotto primario sulla riva destra. Queste due reti, estese e perfezionate nei decenni successivi, sono tuttora in funzione.
Napoleone III riorganizzò anche la distribuzione del gas (che allora assicurava anche l'illuminazione pubblica) a Parigi, affidando la concessione della distribuzione, nel 1855, ad un'unica compagnia ed imponendole prezzi controllati. Nello stesso periodo Haussmann affidò a Davioud la progettazione dell'arredo urbano, ancora largamente presente ai nostri giorni, nei marciapiedi e nei giardini della capitale.

### Gli spazi verdi

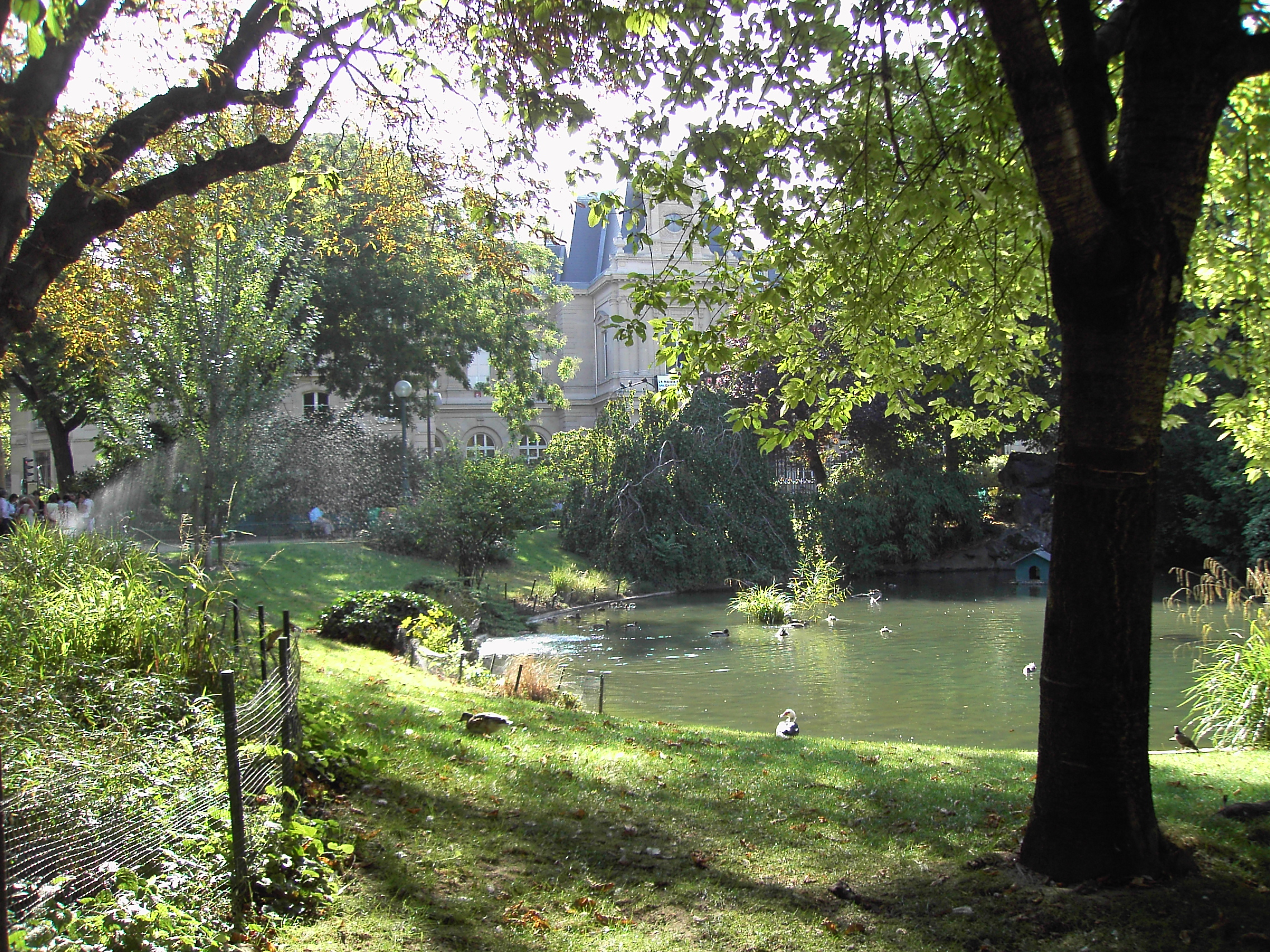
Square du Temple. Sullo sfondo, la Mairie du 3.me

A metà del XIX secolo gli spazi verdi erano rari, a Parigi - città che si era sempre sviluppata all'interno di cinte murarie che, malgrado le successive estensioni, finivano per soffocarla.
Affascinato dai vasti parchi londinesi, Napoleone III affidò all'ingegnere Jean-Charles Alphand, futuro successore di Haussmann, la creazione di diversi parchi e boschi. Grazie a questi interventi, oggi il bois de Boulogne e il bois de Vincennes segnano i limiti della città ad ovest e ad est, mentre all'interno della cinta muraria di Thiers i parchi delle Buttes-Chaumont, il parc Monceau e il parc Montsouris offrono vasti spazi verdi ai residenti dei quartieri troppo lontani dai grandi boschi esterni. Ogni quartiere inoltre fu dotato di piccoli squares (quelli che noi chiameremmo "giardinetti"), e lungo le avenues furono piantate delle alberate.

## Le critiche alla politica urbanistica di Napoleone III e l'allontanamento di Haussmann
Artisti e architetti come lo stesso Charles Garnier denunciarono la monotonia soffocante di questa architettura monumentale.

Politici e scrittori misero duramente in discussione l'estendersi delle speculazioni e della corruzione, come Émile Zola in La Curée (tradotto in italiano anche come "La cuccagna"), ed alcuni accusarono Haussmann di essersi personalmente arricchito con le speculazioni; molte critiche erano comunque fondate e il prefetto finì per cadere, un po' prima del suo imperatore.

### L'ampliamento delle strade come arma di un regime autoritario?

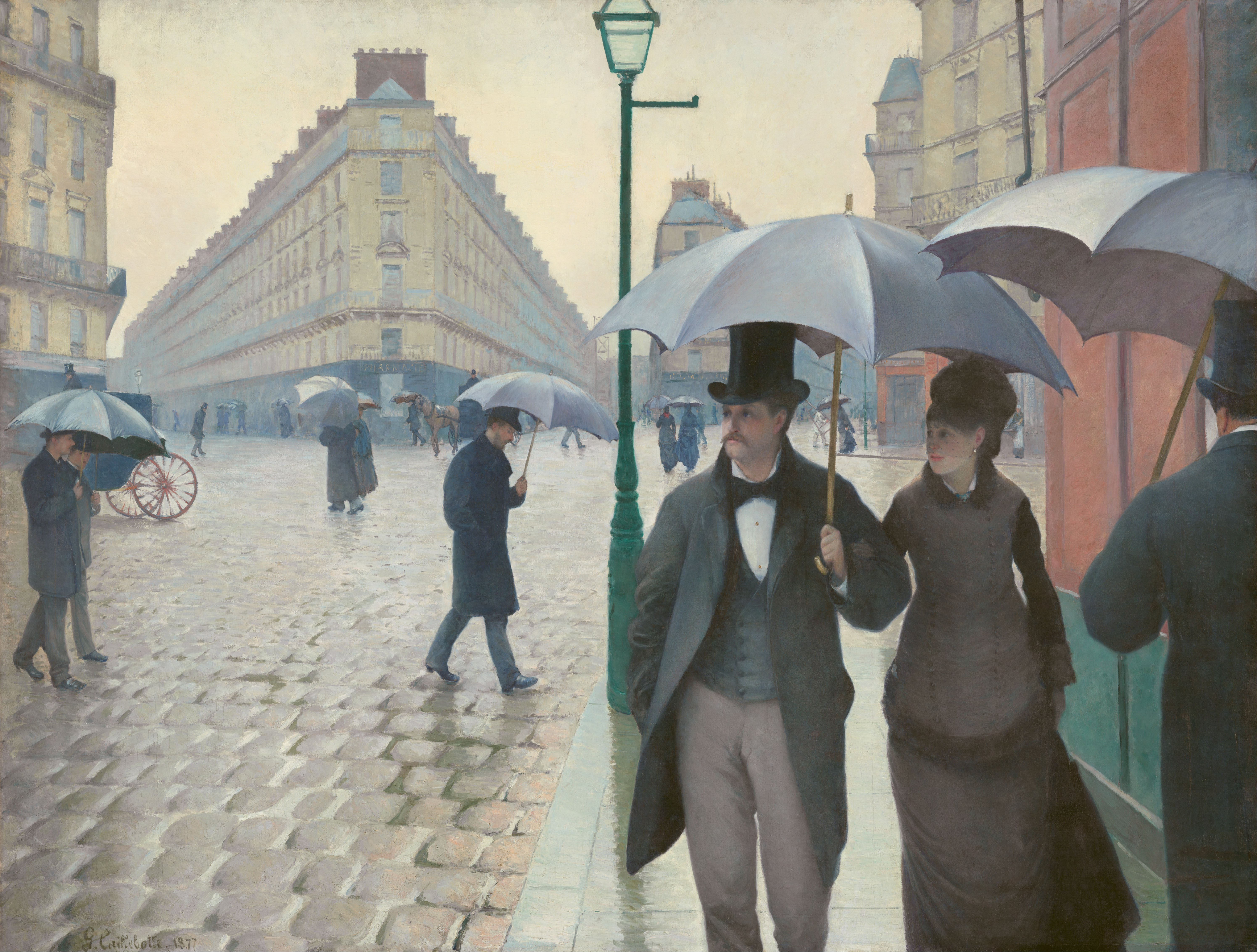
Place de Dublin, Caillebotte

Alcuni contemporanei di Napoleone III lo accusarono di aver ammantato di pretesti sociali e igienisti il suo vero progetto, che era essenzialmente poliziesco: la costruzione di strade ampie avrebbe avuto come obiettivo principale quello di facilitare i movimenti di truppe, e l'averle tracciate diritte avrebbe permesso di prendere a cannonate la folla in rivolta e le sue barricate, mentre la notevole larghezza delle strade rendeva di fatto quasi impossibile la costruzione delle barricate stesse, che più volte in passato erano state l'elemento chiave nelle insurrezioni parigine.
La vastità stessa dei lavori mostra però che gli obiettivi di Napoleone III non potevano ridursi alla sicurezza militare: al di là dell'apertura di nuove strade che ne costituiva la parte più spettacolare, la trasformazione della città puntava a creare una moderna rete di servizi in sotterranea, e a creare un arredo urbano efficace in superficie e architetture armoniche lungo le nuove vie.
È vero tuttavia che Napoleone era molto interessato a mantenere un ordine severo, e Haussmann non esitò a spiegare al Consiglio municipale di Parigi e alla proprietà immobiliare che i suoi nuovi tracciati viari avrebbero facilitato il mantenimento dell'ordine. La dimensione strategica fu dunque certamente presente, nei lavori di Haussmann, ma come uno tra i vari obiettivi che li avevano mossi. Divenne probabilmente più importante quando si trattò di collegare tra loro le principali caserme.
Va sottolineato che tra i compiti di Haussman non c'erano i servizi di polizia, anzi, durante il suo mandato i poteri del prefetto di polizia si affievolirono a favore di quelli del prefetto di Parigi, che assunse in proprio i problemi legati alla salute pubblica, all'illuminazione e alla pulizia delle strade.

### La rottura di un equilibrio sociale

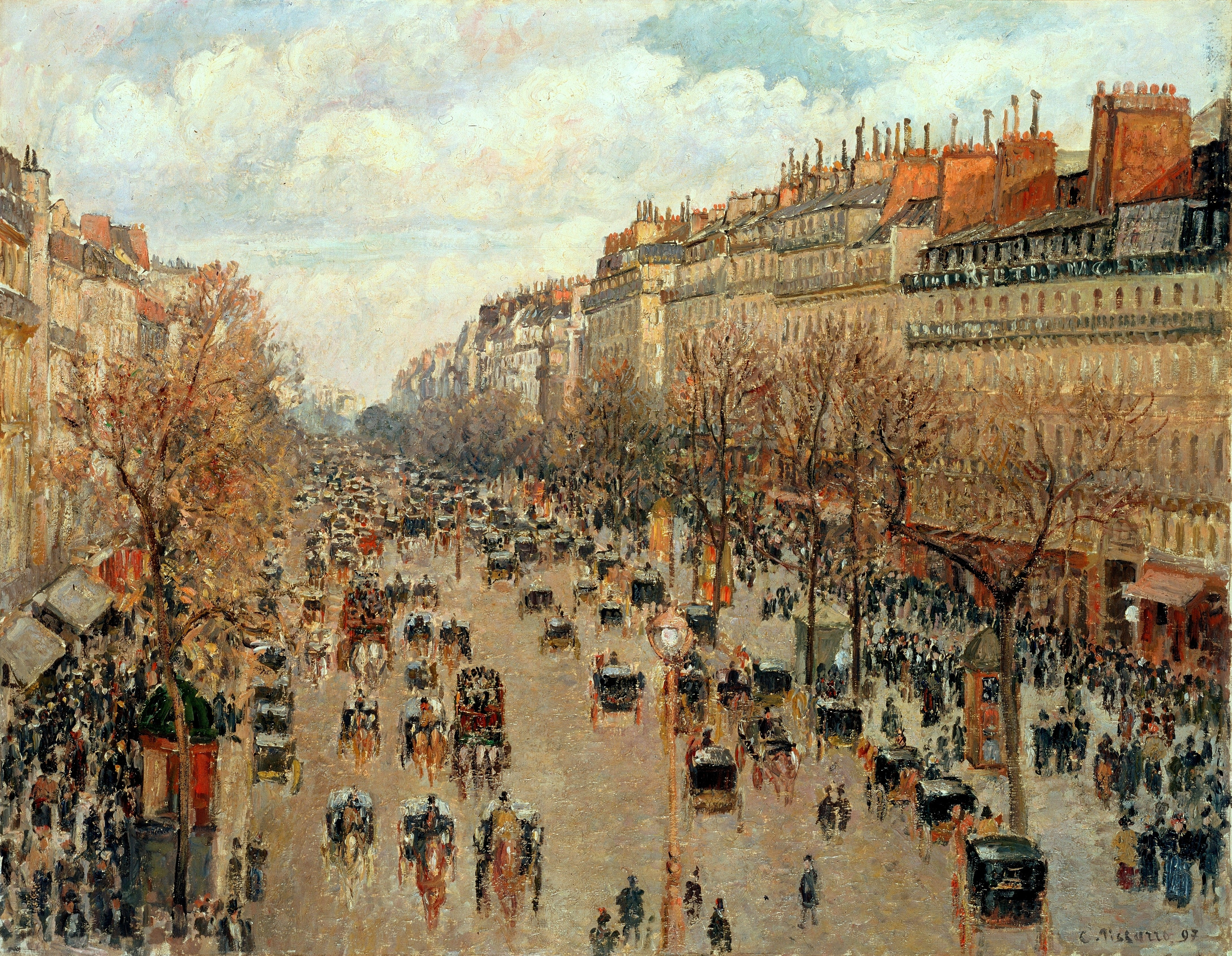
Boulevard Montmartre, Pissarro

Malgrado gli ideali sociali che erano stati, in parte, all'origine delle trasformazioni di Parigi nelle intenzioni di Napoleone III, molti osservatori contemporanei denunciarono gli effetti demografici e sociali delle operazioni urbanistiche di Haussmann.
Louis Lazare, autore sotto il prefetto Rambuteau di un importante repertorio delle vie di Parigi, pubblicò nel 1861 nella Rivista municipale una stima secondo la quale i lavori di Haussmann avevano contribuito a far crescere smisuratamente la popolazione assistita attirando a Parigi masse di poveri. In effetti Haussmann stesso impresse un qualche rallentamento ai lavori, per evitare un afflusso troppo massiccio di operai nella capitale. D'altra parte i critici denunciarono, a partire dagli anni 1850, gli effetti di rinnovamento dei lavori sulla composizione sociale della città.
Schematicamente, l'immobile parigino prima di Haussmann poteva considerarsi il ritratto della gerarchia sociale parigina: al secondo piano i borghesi, al terzo e quarto funzionari e impiegati di qualche rango, impiegati di basso livello al quinto, domestici, studenti e poveri in genere nel sottotetto. In questo modo tutte le classi sociali vivevano fianco a fianco nello stesso edificio. Questa coabitazione, variabile beninteso a seconda dei quartieri, scompariva in gran parte dopo gli interventi di Haussmann.
Tali interventi ebbero innegabilmente due effetti sul piano dell'addensamento abitativo a Parigi:
- le ristrutturazioni nel centro della città produssero una salita dei prezzi degli affitti che costringeva le famiglie povere a sfollare verso i quartieri di periferia, e questo si può constatare dalle statistiche dei residenti nel decennio 1861-1872[11]:

| Arrondissement | 1861   | 1866   | 1872    |
| -------------- | ------ | ------ | ------- |
| I              | 89 519 | 81 665 | 74 286  |
| VI             | 95 931 | 99 115 | 90 288  |
| XVII           | 75 288 | 93 193 | 101 804 |
| XX             | 70 060 | 87 844 | 92 712  |

- le scelte urbanistiche contribuirono a squilibrare la composizione sociale di Parigi tra la parte occidentale, ricca, e quella orientale povera.

Così nessun quartiere orientale beneficiò di realizzazioni paragonabili ai larghi viali attorno all'Étoile nel XVI e XVII arrondissement. I poveri si concentrarono allora nei vecchi quartieri risparmiati dalle ristrutturazioni.
Alle critiche Haussmann rispondeva sottolineando la creazione del bois de Vincennes, destinato a fornire alla popolazione operaia spazi verdi paragonabili a quelli del bois de Boulogne. Va anche notato, però, che i quartieri insalubri "ripuliti" da Haussmann non erano certo quartieri borghesi.
Si era avviata in realtà in questo modo una sorta di azzonamento che governa ancor oggi la distribuzione abitativa e delle attività a Parigi: al centro e ad ovest uffici e quartieri borghesi, ad est e in periferia attività industriali e quartieri poveri.

### La crisi del sistema di finanziamento
Alla fine degli anni 1860, il sistema di finanziamento cominciò a mostrare delle falle. L'annessione dei comuni della prima cintura nel 1860 era costata cara: i lavori da realizzare nei quartieri suburbani erano più impegnativi e costosi di quelli da fare nel centro della città, che era già dotato di alcuni servizi. D'altra parte, l'evoluzione liberale del regime rendeva più difficili gli espropri, anche perché le sentenze del Consiglio di Stato e della Corte di Cassazione erano favorevoli ai proprietari espropriati.
I parigini, poi, diventavano sempre più insofferenti verso lavori che paralizzavano la città da ormai vent'anni. L'utilità della costruzione delle infrastrutture che si prolungava ingombrando di lavori in corso i quartieri esterni non era così evidente come l'apertura del boulevard de Sébastopol o del Boulevard Saint-Germain.
I già citati Comptes fantastiques d'Haussmann fecero la fortuna di Jules Ferry, denunciando l'esagerata ambizione degli ultimi progetti e l'incertezza dei relativi finanziamenti. Ed effettivamente questi progetti non erano finanziati da prestiti come i precedenti, ma da bons de délégation emessi direttamente dalla Caisse des travaux de Paris, al di fuori del controllo del Parlamento.
Infine, all'inizio del 1870, Haussmann fu rinviato a giudizio, qualche mese prima di Sédan e della fine del suo imperatore. Dei debiti contratti si fece carico la Terza Repubblica.

## L'impatto del rinnovamento di Parigi

### L'estetica haussmanniana: la"rue-mur"

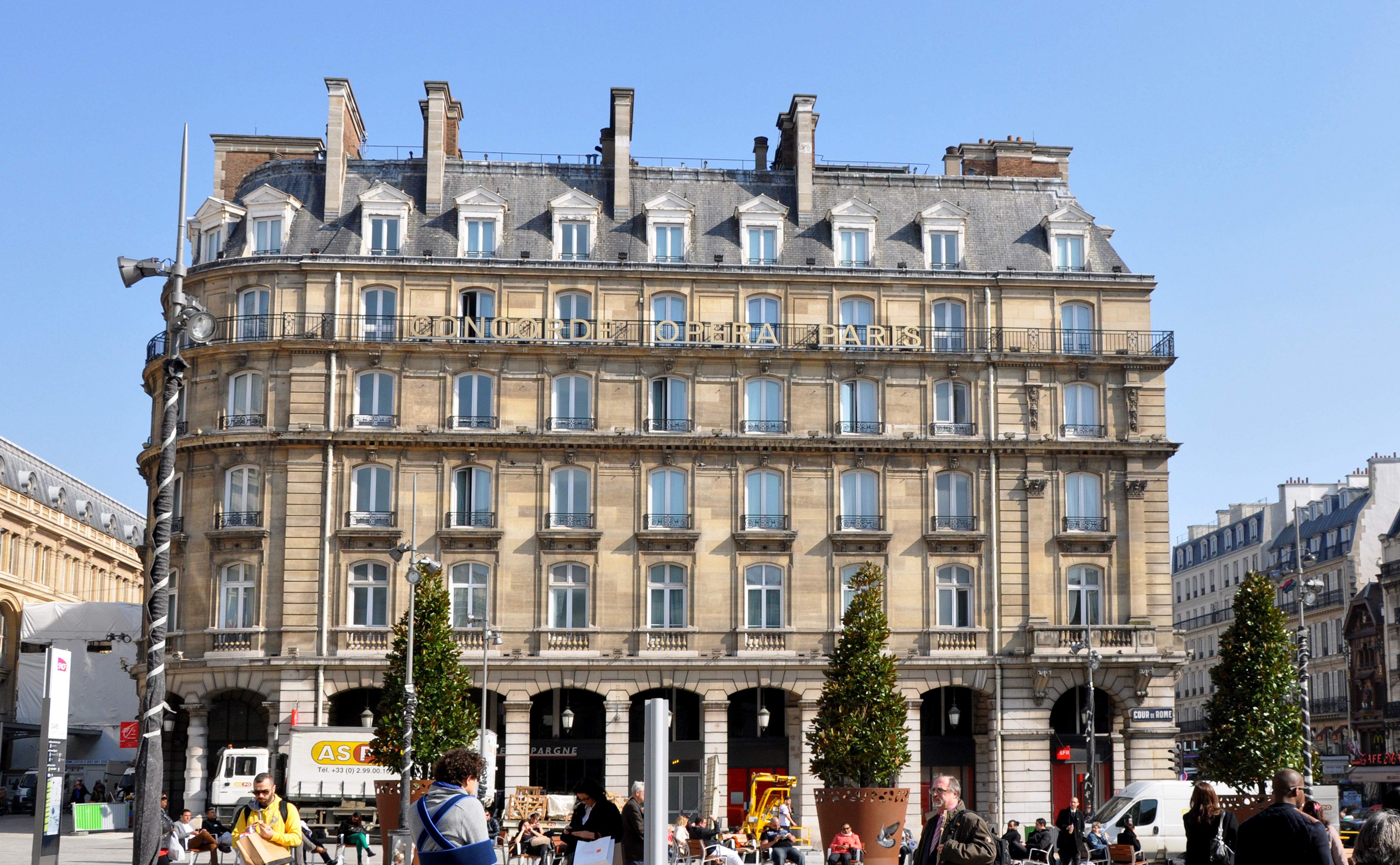
Hilton Paris Opéra (108, rue Saint-Lazare, VIII arrondissement): i tre livelli della facciata haussmanniana classica

Lo stile Haussmann non s'accontenta di tracciare strade e creare infrastrutture urbane. Interviene anche sull'aspetto estetico degli immobili privati.
Il fronte dell'isolato sulla strada è concepito come un insieme architetturale omogeneo. Il nuovo immobile non è autonomo, ma deve contribuire a costruire un paesaggio urbano unitario con gli altri costruiti sul nuovo tracciato.

L'isolato haussmanniano è tuttavia sempre eterogeneo: solo le unità abitative frontali, situate cioè sugli spazi espropriati per demolire e costruire la nuova arteria, sono vincolate alla modernizzazione, ma siccome le altre parti dell'isolato anteriore non vengono distrutte, gli edifici dei secoli precedenti coabitano con le nuove costruzioni e talvolta il retro dei vecchi edifici costituisce un lato del cortile dei nuovi allineamenti.
La regolamentazione e le servitù imposte dal potere pubblico favoriscono la messa in opera di una tipologia edilizia che porta a conclusione l'evoluzione classica dell'immobile parigino verso la facciata caratteristica della capitale haussmanniana:
- pianterreno e mezzanino con muri rientranti;
- piano "nobile" con uno o due balconi;
- terzo e quarto piano nello stesso stile, ma dalle cornici delle finestre meno ricche;
- quinto piano con balconi continui, senza decorazioni;
- tetti (che contengono mansarde) inclinati a 45 gradi.

La facciata si organizza per linee orizzontali forti che proseguono da un immobile all'altro attraverso i balconi e le cornici, le facciate sono perfettamente allineate senza rientranze né sporgenze significative.
Il modello di rue de Rivoli si estende all'insieme delle nuove vie parigine, anche a rischio di uniformità, in certi quartieri.
Sulla facciata, il progresso delle tecniche di taglio e trasporto della pietra consentono di utilizzarla in «grand appareil», cioè in blocchi alti 35 cm o più, e non come semplice rivestimento. Le strade così rivestite producono un effetto monumentale grazie al quale i nuovi immobili non richiedono decorazioni aggiuntive: sculture e sagomature si moltiplicheranno soltanto verso la fine del secolo.

### Dopo Haussmann

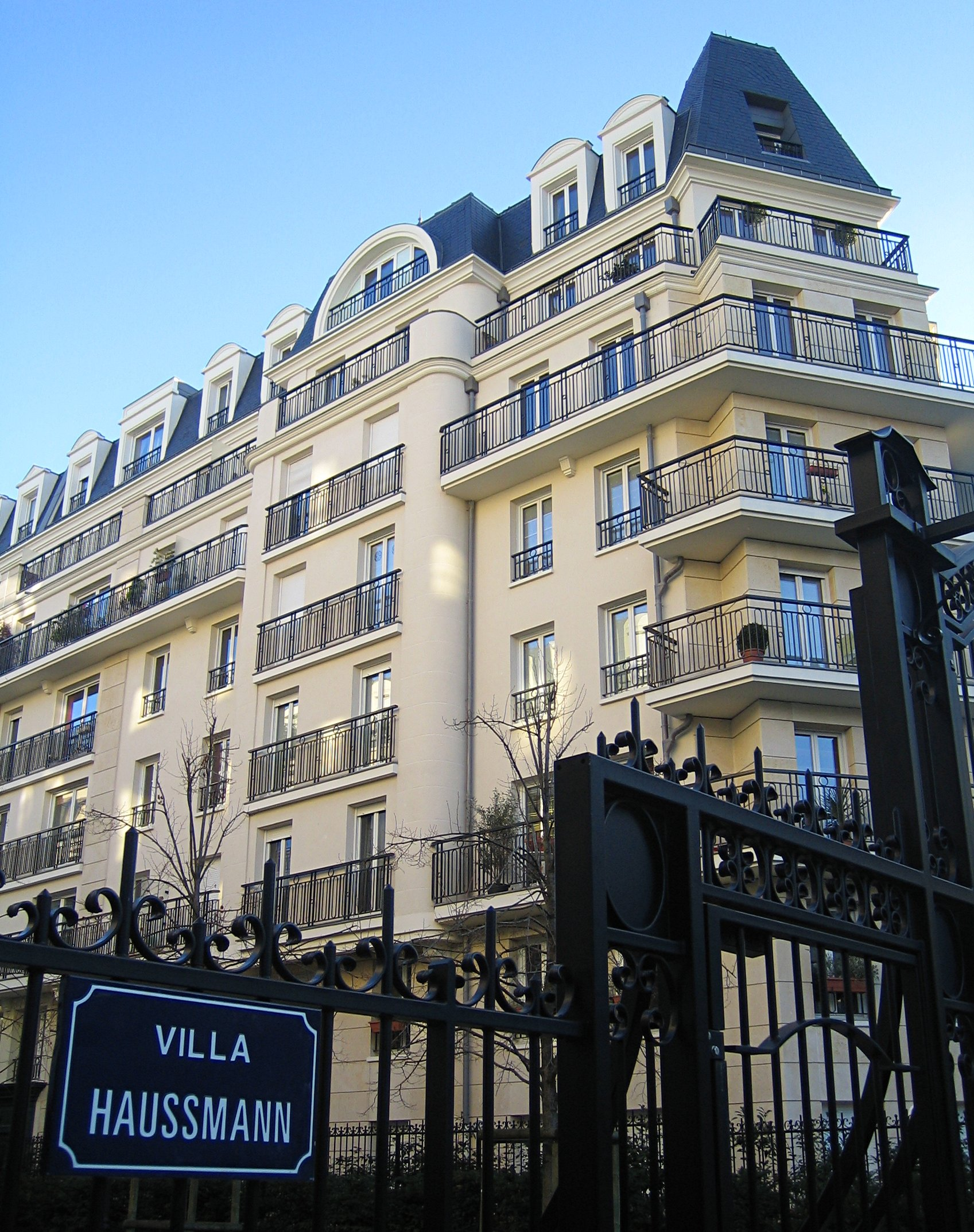
Il quartier Haussmann a Issy-les-Moulineaux

Le trasformazioni di Haussmann migliorarono certamente la qualità della vita nella capitale francese. Scomparvero le grandi epidemie (in particolare il colera, ma non la tubercolosi), migliorò la circolazione stradale, i nuovi immobili furono costruiti meglio e in maniera più funzionale di prima. Tuttavia, non essendosi potuto intervenire puntualmente sui quartieri antichi, restarono in piedi zone di insalubrità (cosa che spiega il risorgere di una corrente di "igienisti" nel secolo successivo, e anche certi radicalismi di urbanisti del XX secolo).
Il Secondo Impero segnò comunque così fortemente la storia urbana di Parigi, che tutte le correnti di architetti e urbanisti successive dovettero fare i conti con quello stile, sia per adattarvisi, sia per rifiutarlo, sia per tentare di utilizzarne alcuni elementi.
La fine dell'haussmannismo "puro" può essere indicata nei nuovi regolamenti urbani del 1882 e del 1884, che rompevano con l'uniformità classica della strada consentendo di realizzare i primi dislivelli e le prime fantasie a livello del tetto - elementi che si svilupparono poi notevolmente con il regolamento del 1902. Si trattava tuttavia ancora di uno stile "post-haussmanniano" che del modello metteva in discussione solo l'austerità, ma non l'ordinamento generale delle strade e degli isolati.
Dopo la seconda guerra mondiale, tuttavia - e un secolo dopo Napoleone III - le nuove esigenze alloggiative e l'avvento con la Quinta Repubblica gaullista di un nuovo potere volontaristico, hanno aperto una nuova era dell'urbanistica parigina.
L'eredità di Haussmann viene respinta in blocco a vantaggio delle idee di Le Corbusier, abbandonando l'allineamento sulla strada, le limitazioni imposte alle linee, e la strada stessa, lasciata in balìa delle automobili mentre ai pedoni vengono lasciati solo i marciapiedi. Questo nuovo modello è stato presto rimesso in discussione, quando gli anni 1970 hanno segnato l'inizio della riscoperta del modello haussmanniano: il ritorno alla strada multifunzionale si accompagna ad un ritorno alla delimitazione delle facciate e, in alcuni quartieri, al tentativo di ritrovare l'omogeneità architetturale degli isolati del Secondo Impero.
Il pubblico parigino ha oggi una visione positiva dell'eredità di Haussmann, al punto che alcune città di banlieue, sull'esempio di Issy-les-Moulineaux o di Puteaux, costruiscono quartieri che la rivendicano fin nel nome («Quartier Haussmannien») (anche se poi questi quartieri, con i loro Bow window e le loro logge sono piuttosto imitazioni dell'architettura post-haussmanniana dell'inizio del XX secolo).